# Párhuzamos történetek
A Párhuzamos történetek Nádas Péter háromkötetes regénye, melyen a szerző közel 20 éven keresztül dolgozott. A 2005-ben kiadott, több mint 1500 oldalas regény a kortárs magyar irodalom kiemelkedő alkotása, több nyelvre lefordították, a hazai kritikusok nagyra értékelték a művet, a német kiadás 2012-es megjelenése óta komoly sajtóvisszhangja van a műnek német nyelvterületen is.

## Tartalom
A mű három könyvből (A néma tartomány, Az éjszaka legmélyén, A szabadság lélegzete), összesen 39 önálló címmel ellátott fejezetből áll.
A több szálon futó cselekmény rendkívül szövevényes, a történések nagyrészt a XX. században, nagyjából az első világháborútól a rendszerváltozásig (1914–1989, tehát a történelemtudományban rövid huszadik századnak nevezett időszak) zajlanak. A cselekmények zöme Budapesten játszódik, emellett Mohácson és Tahitótfalun, több németországi helyszínen (Berlin, a berlini Teufelsee, Düsseldorf, a csehországi határ melletti Annaberg, egy kitalált, észak-németországi helyszín, Pfeilen), valamint egy rövid jelenet erejéig Hollandiában. Vannak emellett utalások további európai helyszínekre is.
A regényben az egyes cselekményszálak nincsenek különválasztva, a térben és időben különböző események egy vagy egy-két fejezet után megszakadnak, majd később újra folytatódnak. Előfordul egy fejezeten belül két cselekményszál is. Bár a regény helyszínei a legtöbb esetben valós helyszínek és a leírások messzemenően megfelelnek a valóságnak, a szerző a mű elején jelzi, hogy nem történelmi regényről van szó: „Sietve kijelentem, hogy nem történeti munkát, hanem regényt tart a kezében az olvasó, s így minden valóságosnak tetsző név, alak, esemény és helyzet az írói képzelet terméke és semmi más.”

## Cselekmény
Az alábbiakban a regény cselekményszálait összesítve mutatjuk be, a szövegben ugyanis az egyes cselekményszálak váltakozva jelennek meg, ráadásul a szöveg előrehaladtával még kronológiai sorrendbe sincsenek állítva a történések. Tehát az olvasó a cselekményszálakat csak olvasás közben tudja összepárosítani. Az alábbi összesítőben a fejezetcímek előtti számok a könnyebb eligazodást szolgálják, a regényben ilyen számozás nincsen.

### Németország, 1989 és részben 1945
A regény nyitó jelenete Németországban játszódik, 1989 karácsonya előtti napokban, a berlini Tiergarten (Vadaskert) parkban, ahol egy ötven év körüli férfi holttestét fedezi fel Carl Maria Döhring hajnali kocogás közben. A nyomozást a helyszínen dr. Kienast vezeti, aki kikérdezi Carl Maria Döhringet. Döhring az eset utáni napon Düsseldorfba utazik, hogy bevárja ikerhúgát, akivel Frankfurtba utaznának tovább. A vonat indulásáig fennmaradó négy órát Düsseldorfban tölti, ahol nagynénje, Isolde Döhring él. A jómódú nagynéni a düsseldorfi Hofgarten közelében lakik, Döhring egy közeli telefonfülkéből hívja fel és azt hazudja neki, hogy Berlinben van. A nagynéni azonban lakása ablakából felfedezi unokaöccsét és kérdőre vonja. A veszekedéssel végződő beszélgetést Carl Maria szakítja meg azzal, hogy leteszi a kagylót.
A következő, Németországban játszódó fejezetekben a kiinduló évhez képest visszalépünk: egyrészt a második világháború utolsó heteinek egy fiktív németországi településen (Pfeilenben, ahonnan a Döhring család származik) játszódó történéseket tudjuk meg, valamint 1989 előtti, Carl Maria Döhringgel megtörtént eseményeket ismerhetünk meg.

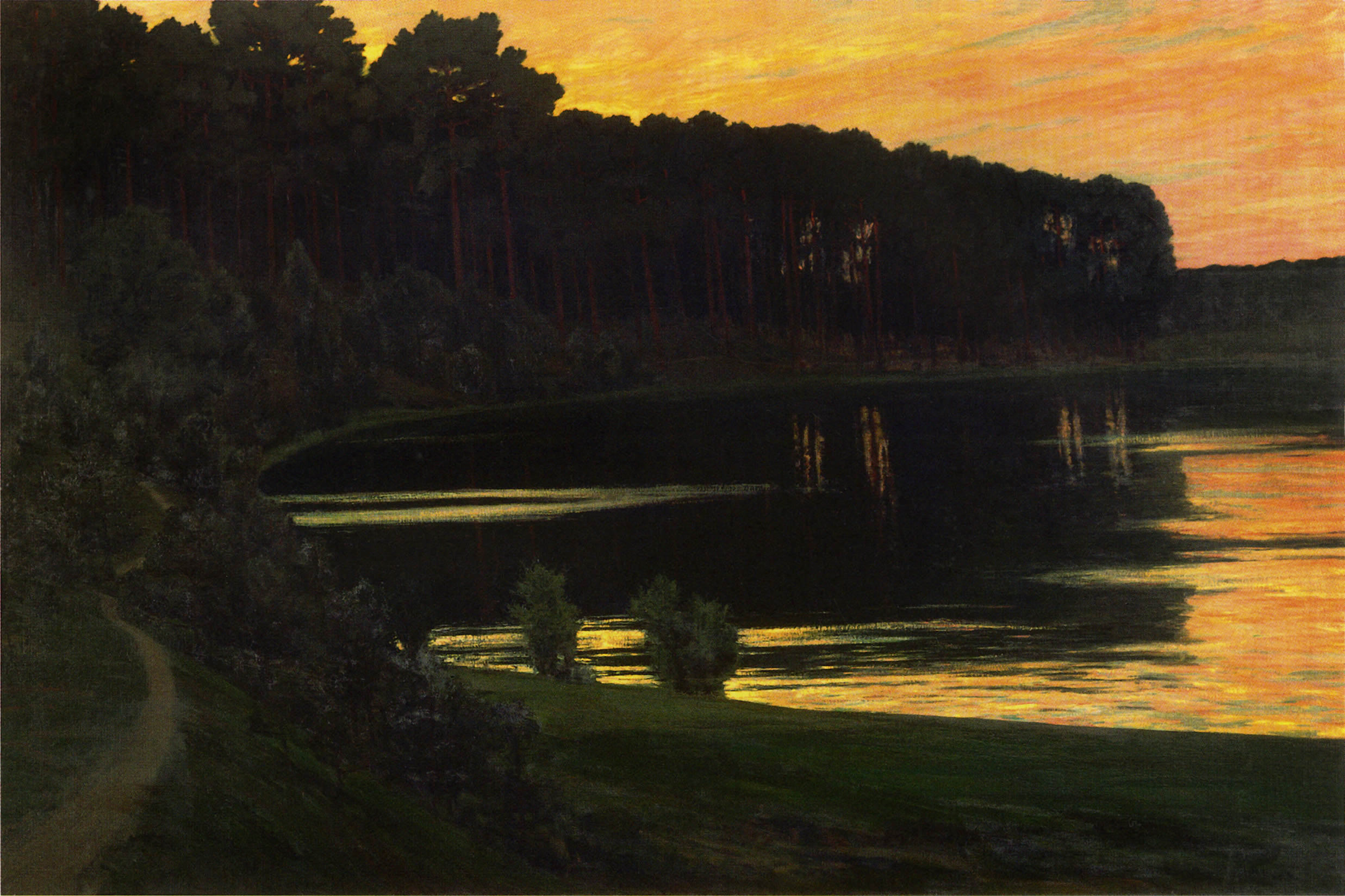
Walter Leistikow: Naplemente a Gruenewaldi tó fölött, 1895

Pfeilen a regény szerint egy koncentrációs tábor közelében található, a világháború utolsó heteiben a lágerből elszökött két rab megöli Carl Maria Döhring nagyapját, Hermann Döhringet. Az események Carl Maria álmában jelennek meg, így összefolynak a valóságos történések az elképzelt, vagy csupán sejtett eseményekkel. Nem teljesen tiszta például, hogy Isolde Döhring valóban megszerezte-e a zsidók aranyát bátyjától. A folytatásos álom egyik paradoxona, hogy Carl Maria saját magát képzeli az egyik rabnak (akinek ugyanúgy van egy ikertestvére, mint neki), így gyakorlatilag saját rokonát öli meg egy karóval. Két további jelenet is Carl Maria Döhringhez kapcsolódik: az egyikben alsóneműt vásárol Berlinben a Wittenberg Platz mögött, a másikban a berlini gruenewaldi Teufelsee nudista strandját látogatja meg. Ezt a tavat festette meg Walter Leistikow is, akinek egy értékes képe Isolde Döhring ebédlőjének falán lógott.
A németországi cselekményszál az első kötet első két fejezete után (1 Apagyilkosság, 2 A teremtő akarta így) fejezetkihagyásokkal folytatódik (4 Isolde szerelemi haláldalát, 6 A valódi Leistikow, 7 Döhring folytatásos álma, 9 Varázstükörben önmagát), majd egy fejezet erejéig a harmadik kötetben bukkan fel (36 A boldogság fűszere).

### Koncentrációs tábor Pfeilen közelében
Ez a történet kapcsolódik a leglazábban a regény eseményeihez, személyeihez, majdnem önálló novellaként is értelmezhető. Walter Kramer és Peix rabok szerelmi történetét mondja el. Peixet az egyik Döhring (Hermann vagy Gerhardt) Kramer szeme láttára halálra veri. Az egyetlen fejezetben szereplő történet a második kötet utolsó fejezete (25 Utolsó ítélet).

### Budapest 1961. március 15. és 1960 nyara

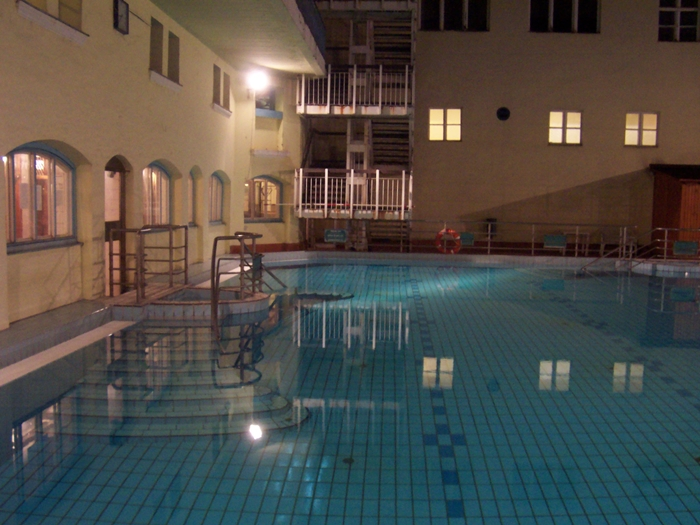
A Lukács fürdő férfi medencéje, ahol a regényben Karakas elvtárs és Rott André úszott

A történések legnagyobb része ebben a szűk egy évben játszódik. 1961. március 15. délelőttjén viharos szél tombol Budapesten, több villanyvezeték leszakad, az esetnek halálos áldozatai is vannak. Ezzel az eseménnyel párhuzamosan, délelőtt fél tíz körül Rott André, Kovách János (eredeti neve Hans von Wolkenstein) és Lehr Ágost a Lukács fürdőben tartózkodnak. Egy ismeretlen fiatal férfi a fürdőben epilepsziás rohamot kap. Szintén ugyanebben az időben a Teréz körúton, egy polgári ház (melyet Lehr Ágost dédapja, Demén Samu tervezett) második emeleti lakásában megszólal a telefon, melyet senki nem akar felvenni. A lakásban ekkor Lippay-Lehr Erna, unokaöccse, Lippay Kristóf, Mózes Gyöngyvér, Ágost jegyese és a háztartási alkalmazott, Bondor Ilona tartózkodik. A telefont végül Bondor Ilona veszi fel. A kórházból értesítik a családot, hogy dr. Lippay-Lehr István, Erna férje, újra magához tért, azonban feltehetően nem marad sokáig eszméleténél. Mivel Kristóf nem hajlandó elkísérni nagynénjét, Erna és Gyöngyvér taxit hív és elindulnak a Kútvölgyi út irányába. A taxiút közben az autóban ülök beszélgetéseit, a kalandozó belső monológokat rendkívül részletesen kidolgozta az író.
Miközben a taxi a Kútvölgyi irányába halad, a Lukács fürdő megérkezik Karakas elvtárs, akit 1944-ben Szapáry Mária bújtatott el újlipótvárosi lakásán. 11:20 perckor Karakas és Rott András úsznak az ún. férfi medencében, majd átmennek a gőzfürdőbe. Kiderül, hogy Izrael állam bizonyos magyarországi dokumentumokat szeretne megkapni az Eichmann-perhez. Karakas kifejti, hogy nem szívesen látnák Budapesten az izraeli nyomozókat, ezért majd ők kijuttatják a papírokat Jeruzsálembe. A feladattal Lippay Ágostot akarja megbízni Karakas, előfeltétele a megbízatásnak, hogy Ágost megházasodik. A Lukács fürdőt elhagyó Karakas arról is értesül, hogy az őt megmentő Szapáry Mária, barátnőjét, az agyvérzést szenvedett Koháry Elisát tolószékével együtt a liftaknába hajította, majd kiugrott lakása erkélyéről.

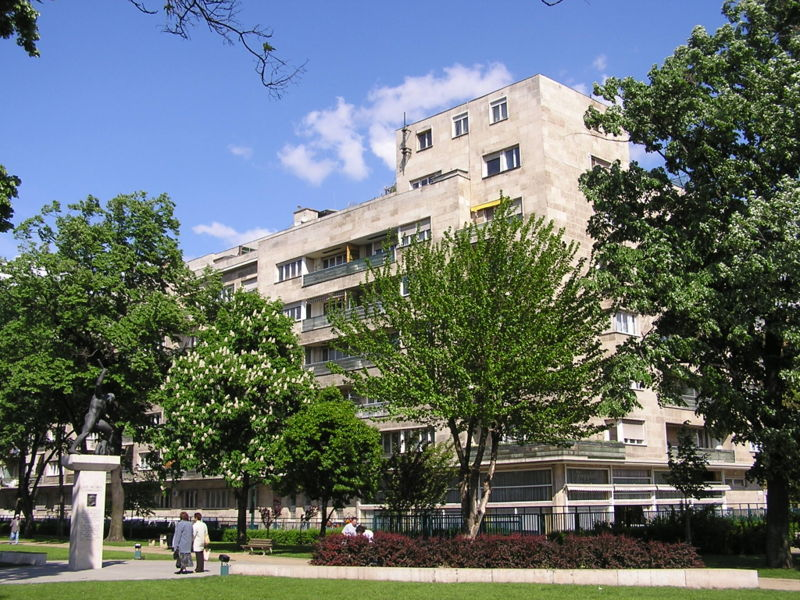
Újlipótváros, Szent István Park

Ehhez a cselekményszálhoz kapcsolódnak 1960 nyarának eseményei is. Szemzőné Arnót Irma újlipótvárosi lakásba megy, ahol albérlője, Mózes Gyöngyvér és Lehr Ágost éppen szeretkeznek. Szemzőné innen a szokásos esti kártyapartira indul tovább Szapáry Máriához.
Lehr Ágost a Margitszigetre megy éjszaka, ami a regény alapján homoszexuálisok népszerű találkozóhelye. Itt meglátja unokatestvérét, Kristófot. A történet Kristóf szemszögéből folytatódik, ahogy visszaemlékszik a margitszigeti Nagyszállóban gyermekkori élményeire, majd visszatérünk a jelenbe (1960 nyara), és Kristóf a szigeten két férfival (egyikük az óriás, a regényben később Tuba János) kergetőzik, majd a Margitsziget egy nyilvános WC-jében köt ki, ahol e két férfi kielégíti. Kristóf a Margitszigetet az Árpád hídon keresztül hagyja el pesti irányba, mellé szegődik egy kutya is. Kristóf az öngyilkosság gondolatával is játszik a hídon. Időben nagyjából ugyanekkor a szemben lévő pesti Duna-parton, az újlipótvárosi Szent István parkban Szapáry Mária hetedik emeleti lakásán négy nő gyűlik össze: a vendéglátó Szapáry Mária mellett Arnót Irma, Huber Margit, Dobrova Izabella. Ezekre az összejövetelekre 1957 óta hetente többször kerül sor.
Időben szintén 1960 nyarára tehető Mózes Gyöngyvér énekórájának jelenete is. Énektanára Huber Margit, az órát Szemzőné lakásán tartják, a hangokat Szemzőné zongorájával adja meg Huber.
A budapesti események egy külön szála, Kristóf és Klára története, mely 1961. március 15-én és az utána következő napokban játszódik. Klára a Teréz körúti házzal szemben, az Abbázia kávéházban dolgozik. Kristóf felkeresi a munkahelyén, innen együtt indulnak el, találkoznak Simonnal, a proletár sorból származó titkosrendőrrel, akinek autójával a Városligetbe mennek. Simon és Klára abban a házban laknak, ahol Kristóf egykori zongoratanárnője, Lüttwitz Andria. Simon és Klára felmennek a lakásba, amíg Kristóf várakozik. Innen egy házibuliba mennek, egy egykor Budapesten híres szabó lakásába, a szabó családjával éppen disszidálni készül. Kristóf itt találkozik az erősen részeg Pistivel, aki egykori 1956-os forradalmár, „pesti srác”, a házibulin ott van Lehr Ágost is. A bunda, melyet Klára kölcsönkért Lüttwitz Andriától, eltűnik. Kristóf visszatér a nagykörúti lakásba, ahol az egész Lehr-Lippay család összegyűlt, az öreg professzor ekkor már halott (tehát március 15-e utáni történésről van szó). Kristóf nem sokat marad a családi körben, felpattan az asztaltól és a Kútvölgyi Kórházba megy, hogy megkeresse Klárát, akit csak másnap talál meg legyengült állapotban. Kristóf otthonról elvisz egy 1848-as csataképet, hogy eladja és ebből a pénzből vegyen egy bundát, pótlandó a házibuliban eltűnt értékes kabátot.
Ágost március 15-e után összeházasodik Gyöngyvérrel, s az öreg Lehr-Lippay temetése után Athénba utaznak. Ágost itt eltűnik a repülőtéren, Gyöngyvért a rendőrség kérdezi ki. Ágost feladata az Eichmann-iratok Izraelbe juttatása lett volna, az egész azonban csak megrendezett színjáték volt a magyar kormány részéről.
Az 1960-61-ben játszódó budapesti események is fejezet kihagyásokkal jelennek meg a regényben, az 1961. március 15-hez közeli események a regény első és harmadik kötete között vannak elosztva (1 kötet: 3 Egy úri ház, 5 Mindenki a maga sötétjében, 8 Le nu féminini en mouvement, 10 Titkos életének bejáratán, 11 Az ész csöndes érvei 3 kötet: 26 Anus Mundi 28 Már nem maradt időm 30 Ez a riadt kielégülés, 32 Jártam már ebben a házban, 33 Szorul a hurok, 33 Ez a verőfényes nyári délután, 34 Egymástól alig arasznyira), 1960 nyarának eseményei az első és második kötetben bukkannak fel (1 kötet: Titkos életének bejáratán, 2 kötet: 12 Margitsziget, 13 A másik part, 14 Saját létéről értesül, 15 Azok ketten, 16 Ilona rizses csirkéje).

### Budapest 1956 és 1957 eseményei
Az 56-os budapesti eseményekre már az első kötetben találunk utalásokat, valójában azonban csak a második kötet 20. fejezetében jelenik meg az 1956/57-es cselekményszál. A történet szerint az akkor 15 éves Kristóf a Szent István körútra megy, hogy beálljon a Glázner pékség előtt álló sorba, mely egészen az akkori Duna moziig kígyózik. Északról szovjet tankok érkeznek, az egyik tank befordul a mellékutcába és lövést ad le. Egy fejezet kihagyás után 1957-ben játszódik az a jelent, melynek során a forradalom és szabadságharc után magyar gyerekeket – köztük Kristófot – indítanak útnak a Keleti pályaudvarról Németországba, Wiesenbadba. A történéseket itt is Kristóf szemszögéből ismerhetjük meg. E cselekményszálban szerepel Pisti, aki fiatal 56-os forradalmár.
A fenti események két fejezetre vannak elosztva: 20 Mindent szétszakít, 22 Aztán ötvenhét nyarán.

### Budapest, 1938
A harmincas évek végén, a fővárosban játszódó jelenetek fő alakjai Madzar Alajos építész és Szemzőné. Szemzőné újlipótvárosi pszichoanalitikus rendelőjének bútorzatát Madzar készíti el, eleinte azonban nem nagyon akarja elvállalni a megbízatást. Madzar és Szemző a Margitszigeten vitatják meg a megbízás részleteit, beszélgetésük azonban nem kizárólag a bútorokról, hanem filozófiai, pszichológiai kérdésekről folyik. Madzar a bútorok elkészítéshez Mohácsról, a zsidó Gottlieb Áron fatelepéről szerez eredetileg vasútépítésre szánt talpfákat. Az elkészült bútorzatot később a nyilasok kihajigálják az ablakon, csupán egyetlen zongoraszék marad meg a Madzar által készített tárgyakból.
Ezúttal is több fejezetben, elszórtan találjuk meg a regényben a harmincas évek történéseit: Madzar és Szemzőné beszélgetése a második kötetben kezdődik (19 American dream), majd a harmadik kötet első fejezetének második felében folytatódik (26 Anus mundi).

### Mohács, dunai hajóút Budapest-Mohács között, 1938
A harmincas évek budapesti történéseihez kapcsolódik az a cselekményszál, melyben Madzar Mohácsra utazásáról olvashatunk; ott kíván faanyagot szerezni Szemzőné bútoraihoz. Madzar visszatér szülővárosba, Mohácsra, itt édesanyjánál lakik, felidézi a gyermekkori emlékeket. Madzar nagyon jó minőségű talpfákhoz jut Gottlieb Áronnál, aki Magyarországról az Egyesült Államokban élő fiához akar menekülni és felszámolja fatelepét. A Carolina gőzhajóval indul vissza Budapestre, az úton gyerekkori barátjával, Bellardi Lászlóval beszélget vacsora közben. Bellardi szeretné bevonni az eredetileg német nemzetiségű Madzart egy titkos magyar fajvédő társaságba. E társaságot 1956 októberében Lehr-Lippay professzor és Vay Elemére megpróbálja újraéleszteni.
Bellardi személye számos ponton érintkezik a többi cselekményszállal: ő a taxisofőr, aki Lehr Ernát és Gyöngyvért 1960. március 15-én a Kútvölgyi kórházba viszi taxin. A Bellardi által emlegetett titkos társaság tagja Lehr professzor, Erna férje és Ágost édesapja. Bellardi feleségét, Koháry Elizát Szapáry Mária elcsábítja, az agyvérzést elszenvedő, rokkant nőt Szapáry ápolja újlipótvárosi lakásán.
E cselekményszál a következő fejezetekben található: második kötet, 21 Nem tudták elfelejteni, 23 Minden magyar elveszett (a dunai hajóúton a Bellardi-Madzar beszélgetés), 23 Telített talpfák.

### Németország, Annaberg, harmincas évek

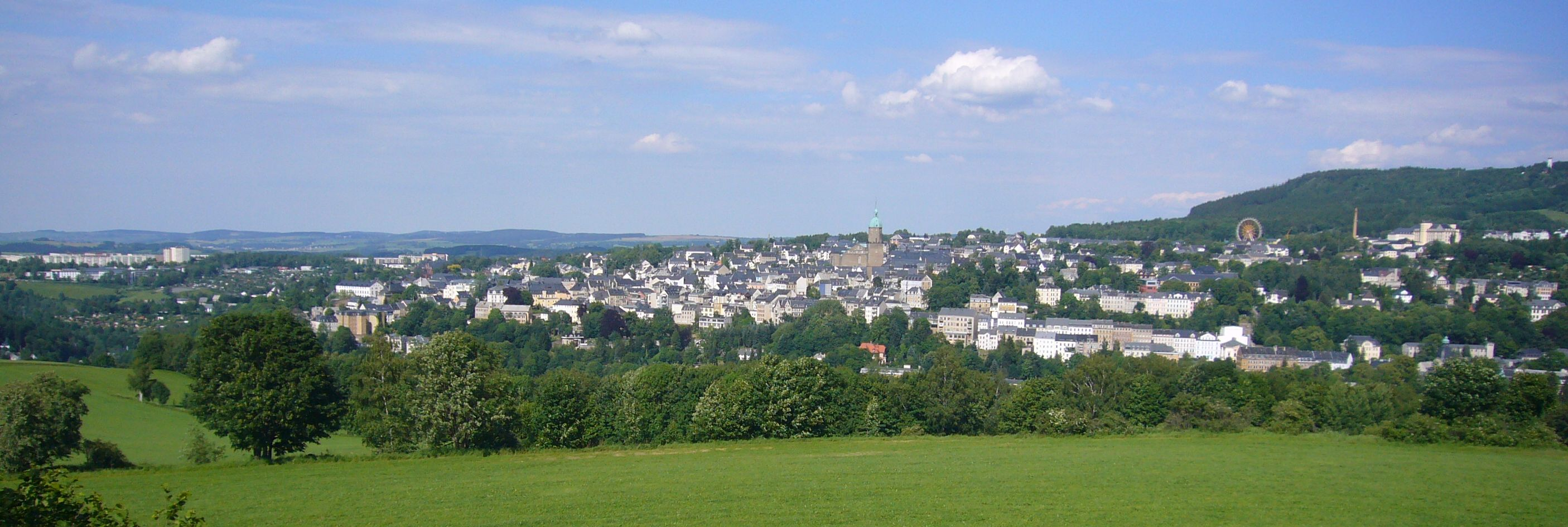
Annaberg-Buchholz mai látképe

Ez a németországi cselekményszál valamikor a harmincas években játszódik, a valóban létező, a mai cseh határhoz közeli Annabergben (Annaberg-Buchholz, Szászország). Annabergben játszódó részében egy zárt, fiúk számára fenntartott tanintézetben járunk. A fiúkon – akik a náci faji törvények szerint nem számítanak árjának – rendszeresen fajbiológiai méréseket végeznek, nemi szervükről gipszmintát vesznek. A fiúk között gyakori az öngyilkosság, egy közeli hegyről vetik magukat a mélybe. Az iskola tanulója Thum bárónő törvénytelen gyereke is, Hans von Wolkenstein (későbbi nevén Kovách János), valamint Kienast, az 1989-es eseményekben megjelenő dr. Kienast nyomozó.
Ennek a cselekményszálnak a kibontására a harmadik kötetben kerül sor, a 31 Hans von Wolkenstein című fejezetben.

### Németország, Berlin-Dahlem, harmincas évek
A történet ezen része Otmar Freiherr von der Schuer házában játszódik, ahol a családi ebéden részt vesz Thum bárónő is. Itt is szóba kerül egy Szent Anna templom, mely azonban Berlin-Dahlem nevű településrészén van. Von der Schuer és Thum bárónő örökléstani kutatásokat végeznek, folyamatosan rivalizálnak egymással. Von der Schuer katonaként részt vett az első világháborúban, csatatéri tömegmészárlások tanúja volt, majd a háború végén kommunista lázadást vert szét. Kiderül, hogy Schuer az első világháború után Walther Freiherr von Lüttwitz adjutánsa volt, aki monarchistaként kegyetlenül leszámolt a német köztársaságpártiakkal, s a felelősségre vonás elől Magyarországra menekült.
Ennek a cselekményszálnak a kibontására a harmadik kötetben kerül sor: 27 Mint egy finom óramű (a központban itt von der Schuer alakja áll), Schuer neve felbukkan a harmincas években Magyarországon játszódó részben is, Bellardi a hajóúton utal Madzarnak a német fajelmélet-professzorra. A Budapestre menekült Lüttwitz tábornok lánya, Lüttwitz Andria a harmadik kötetben bukkan fel, ugyanis Demén Kristóf zongoratanára volt, Klára tőle kér kölcsön egy bundát.

### Magyarország, Tahitótfalu
Balter Gyula egykori fegyőr, nyugdíjazása után a Vác közelében fekvő Tahitótfalura vonul vissza. Egy budai zárt intézetből megszökött 25 éves férfi, aki egy építkezésen bakancsot és munkásruhát szerez magának, megjelenik a településen. Itt él a református lelkész Varró is, unokájával, Dáviddal. Dávid találkozik a szellemileg sérült férfival, aki elveszi nadrágját, majd Balter kertjébe megy, megszerzi annak ingét, és felmászik a barackfára. Varró az unokájával elmegy Balterhoz. Balter végül megöli a szellemileg sérült férfit és bevonszolja a házba.
Ez a meglehetősen különálló történet egyetlen fejezetben szerepel a harmadik kötetben (38 Egy bőven termő barackfa).

### Magyarország, Leányfalu
A látszólag különálló, önálló kerek egésznek ható cselekményszál több ponton kapcsolódik a regény történéseihez, személyeihez. Időben 1961 után járunk, az után, hogy Lippay Ágost eltűnt az athéni repülőtérről. A regény utolsó fejezetében szereplő szövegben Bizsók István művezetővel (aki Mózes Gyöngyvér nevelőapja) és munkásaival ismerkedhetünk meg, köztük a cigány Tuba Istvánnal (aki a margitszigeti kalandokban az óriás). A tahitótfalusi jelenetben megjelenő elmeháborodott tőlük emeli el a bakancsot és a munkáskabátot. Megismerkedhetünk Bizsók történetével: annak részleteivel, hogyan vonultak vissza katonatársaival a második világháború végén, amikor angol hadifogságba kerültek. Bizsókot Pfeilen közelében (e fiktív városkában élt a Döhring család is) internálják egy hadifogolytáborba, itt találkozik Rott Andrással.
A regény utolsó fejezetének címe: 39 Szépségének szerelmese

## Személyek
A Párhuzamos történeteknek több tucat szereplője van, nem lehet egyetlen főszereplőt azonosítani a regényben. A mű számos nagyon jól megrajzolt mellékszereplővel is rendelkezik (pl. a Lukács fürdő újdonsült kabinosa).

### Németországi cselekményszál, Döhring család
- Dr. Kienast: Lipcséből származik, édesapja a városi proszektúrán volt kórboncnok, aki az ifjabb Kienast szerint boncoláshoz szükséges eszközöket is feltalált. Apja öngyilkos lett, anyja egyedül nevelte fel. Nagyanyja mexikói származású, így édesapja a náci Németországban nem számított árjának, ezért is került az annabergi internátusba. Édesapja epilepsziában szenved, melyet a felnőttek és társai előtt is titkol az internátusban. Gyerekkorában „kicsi volt, törékeny, hihetetlenül gonosz és erőszakos.”[2] Korán nősült, majd mivel felesége megcsalta, gyorsan el is vált tőle. Szakdolgozatát a „bizonyítási eljárás mágikus, mitikus és racionális történeti periódusairól írta”.[3] „Kienast a nagy lelkierővel rendelkező rendőrök közé tartozott, a legrettentőbb bűntények láttán sem veszítette el a lélekjelenlétét, de a legkisebb testi rendellenességtől vagy a legbanálisabb fájdalomtól megrémült.”[4]

A Döhring család rokoni viszonyait meglehetősen nehéz a regény szövegéből rekonstruálni, ugyanis az erre vonatkozó részt (Döhring folytatásos álma című fejezet) Nádas Péter tudatosan úgy alkotta meg, hogy álomszerű, nehezen követhető legyen.
- Carl Maria Döhring: Családja a Niers folyó közelében lévő, alsó-rajnai fiktív városkából, Pfeilenből származik. Gyerekkorában a nyarakat a város közelében lévő tanyán töltötte. 1989-ben Berlinben él, nagynénje, Isolde Döhring lakásán. Isolde finanszírozza tanulmányait is. Nem öltözködött túl igényesen, ugyanakkor sokat adott alsó-, úszó- és futónadrágjaira. Döhringnek elég hűvös és elutasító volt a modora ahhoz, hogy senki ne akarjon közel férkőzni hozzá, a külleméről pedig inkább azt lehetett volna mondani, hogy semmi szabálytalanság, ám inkább közömbös, mint izgató vagy érdekes”[5]

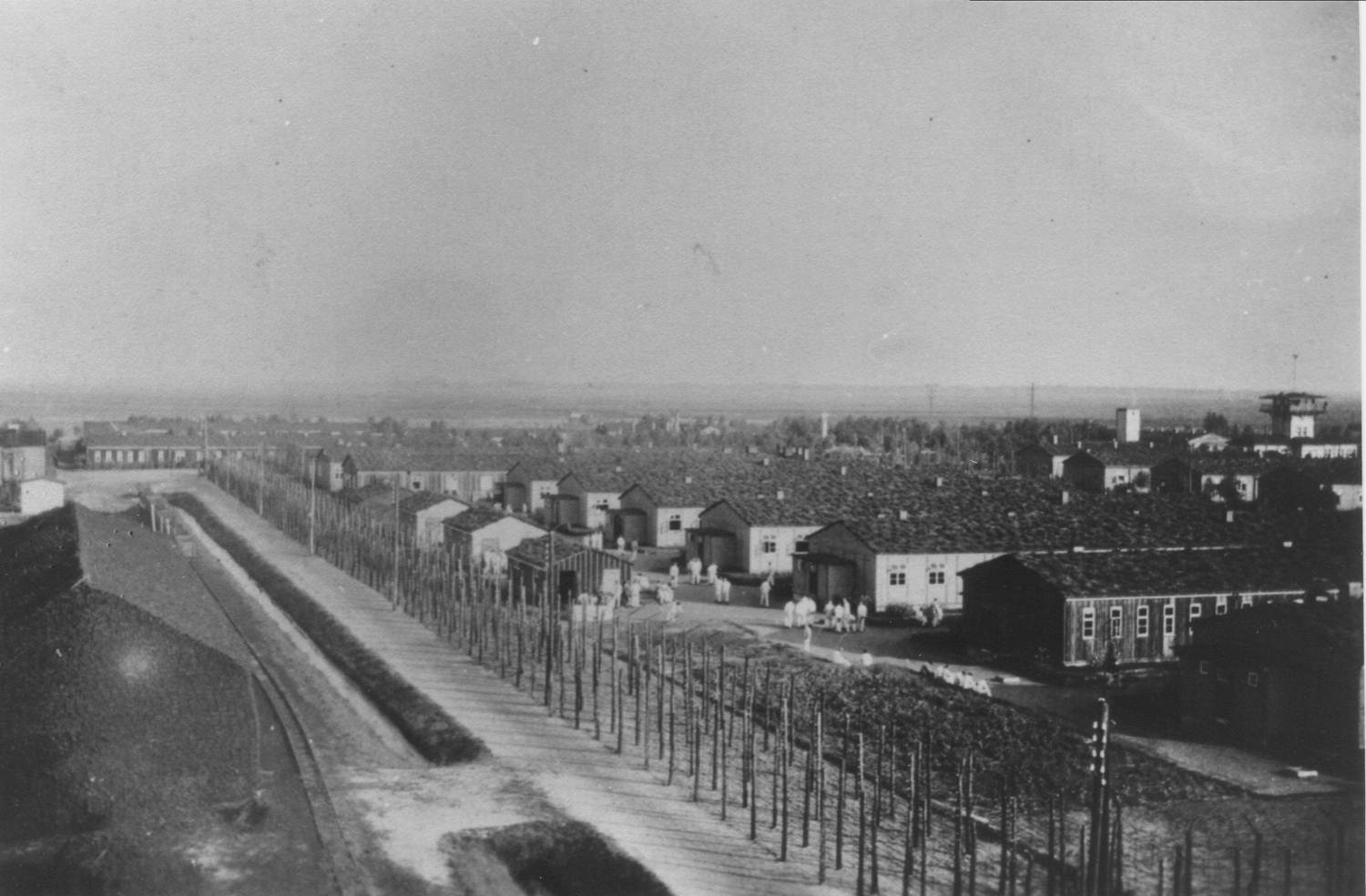
A németországi Neusustrum, a koncentrációs tábor látképe az őrtoronyból

- Hermann Döhring (ifjabb). A Pfeilen közelében lévő láger őre, két rab gyilkolja meg a második világháború utolsó heteiben a családi tanyán. Testvére, Gerhardt egy papírdobozt adott neki, melyet a családi tanya gyümölcsaszalójában rejtett el Hermann. Gerhardt és Hermann rokoni kapcsolatát Carl Maria Döhring álmában testvéri viszonyról unokatestvérivé minősíti át.
- Gerhardt Döhring, Hermann Döhring testvére, a Pfeilen közelében lévő láger őre, SS-Obersturmfüher rangban. Édesapja idősebb Hermann Döhring. Gerhardt négy évig hadifogságban van, ezután tér csak vissza Pfeilenbe. A háború végén átadott egy papírdobozt testvérének, Hermannak, melyet elkeseredetten keres, miután visszatér a hadifogságból.
- Hermann Döhring (idősebb), a pfeileni Raiffeisenbank 1945-ben már nyugalmazott igazgatója, Carl Maria Döhring nagyapja (Carl Maria álmában dédapává minősíti át). A regény szerint részt vett az 1871-es sedani ütközetben, ahol megsebesült.
- Isolde Döhring, apja Hermann Döhring, akit a háború utolsó heteiben megölnek. A nyolcvanas években Düsseldorfban élő, gazdag nő, akinek jelentős képgyűjteménye van. Carl Maria Döhring álmában Isolde találta meg az apja által elrejtett papírdobozt, benne a zsidók aranyát. „Tényleg mutatós jelenség volt a nagynéni, szórakoztató, vidám, jómódú ötvenes, aki a divatszakmában dolgozott, évtizedek óta egy tartósan jó nevű olasz világcéget képviselt, és szigorú, majdhogynem aszkétikus, viszonylag szabad életet élt.”[6]

### Magyarországi cselekményszál: a Demén családfa
|  |  |  |  |  |  |  |  |                      |                      |                      |                      |                      |                      |                    |                    |  |  |                          |                          |                          |                          | Demén Samu, építész      |                          |            |            |                         |                         |                         |                         |                         |                         |               |               |               |               |  |  |  |  |  |  |  |  |  |  |  |  |
|  |  |  |  |  |  |  |  |                      |                      |                      |                      |                      |                      |                    |                    |  |  |                          |                          |                          |                          |                          |                          |            |            |                         |                         |                         |                         |                         |                         |               |               |               |               |  |  |  |  |  |  |  |  |  |  |  |  |
|  |  |  |  |  |  |  |  |                      |                      |                      |                      |                      |                      |                    |                    |  |  |                          |                          |                          |                          |                          |                          |            |            |                         |                         |                         |                         |                         |                         |               |               |               |               |  |  |  |  |  |  |  |  |  |  |  |  |
|  |  |  |  |  |  |  |  |                      |                      |                      |                      |                      |                      |                    |                    |  |  | 1. örökös                | 1. örökös                | 1. örökös                | 1. örökös                | 1. örökös                | 1. örökös                |            |            | 2. örökös               | 2. örökös               | 2. örökös               | 2. örökös               | 2. örökös               | 2. örökös               |               |               |               |               |  |  |  |  |  |  |  |  |  |  |  |  |
|  |  |  |  |  |  |  |  |                      |                      |                      |                      |                      |                      |                    |                    |  |  | 1. örökös                | 1. örökös                | 1. örökös                | 1. örökös                | 1. örökös                | 1. örökös                |            |            | 2. örökös               | 2. örökös               | 2. örökös               | 2. örökös               | 2. örökös               | 2. örökös               |               |               |               |               |  |  |  |  |  |  |  |  |  |  |  |  |
|  |  |  |  |  |  |  |  |                      |                      |                      |                      |                      |                      |                    |                    |  |  |                          |                          |                          |                          |                          |                          |            |            |                         |                         |                         |                         |                         |                         |               |               |               |               |  |  |  |  |  |  |  |  |  |  |  |  |
|  |  |  |  |  |  |  |  |                      |                      | Lippay-Lehr István   | Lippay-Lehr István   | Lippay-Lehr István   | Lippay-Lehr István   | Lippay-Lehr István | Lippay-Lehr István |  |  | Demén Erna (Teréz körút) | Demén Erna (Teréz körút) | Demén Erna (Teréz körút) | Demén Erna (Teréz körút) | Demén Erna (Teréz körút) | Demén Erna (Teréz körút) |            |            | Demén Miklós (Aréna út) | Demén Miklós (Aréna út) | Demén Miklós (Aréna út) | Demén Miklós (Aréna út) | Demén Miklós (Aréna út) | Demén Miklós (Aréna út) |               |               |               |               |  |  |  |  |  |  |  |  |  |  |  |  |
|  |  |  |  |  |  |  |  |                      |                      | Lippay-Lehr István   | Lippay-Lehr István   | Lippay-Lehr István   | Lippay-Lehr István   | Lippay-Lehr István | Lippay-Lehr István |  |  | Demén Erna (Teréz körút) | Demén Erna (Teréz körút) | Demén Erna (Teréz körút) | Demén Erna (Teréz körút) | Demén Erna (Teréz körút) | Demén Erna (Teréz körút) |            |            | Demén Miklós (Aréna út) | Demén Miklós (Aréna út) | Demén Miklós (Aréna út) | Demén Miklós (Aréna út) | Demén Miklós (Aréna út) | Demén Miklós (Aréna út) |               |               |               |               |  |  |  |  |  |  |  |  |  |  |  |  |
|  |  |  |  |  |  |  |  |                      |                      |                      |                      |                      |                      |                    |                    |  |  |                          |                          |                          |                          |                          |                          |            |            |                         |                         |                         |                         |                         |                         |               |               |               |               |  |  |  |  |  |  |  |  |  |  |  |  |
|  |  |  |  |  |  |  |  |                      |                      |                      |                      |                      |                      |                    |                    |  |  |                          |                          |                          |                          |                          |                          |            |            |                         |                         |                         |                         |                         |                         |               |               |               |               |  |  |  |  |  |  |  |  |  |  |  |  |
|  |  |  |  |  |  |  |  | Ismeretlen nevű lány | Ismeretlen nevű lány | Ismeretlen nevű lány | Ismeretlen nevű lány | Ismeretlen nevű lány | Ismeretlen nevű lány |                    |                    |  |  |                          |                          | Lehr Ágost               | Lehr Ágost               | Lehr Ágost               | Lehr Ágost               | Lehr Ágost | Lehr Ágost |                         |                         |                         |                         | Demén Kristóf           | Demén Kristóf           | Demén Kristóf | Demén Kristóf | Demén Kristóf | Demén Kristóf |  |  |  |  |  |  |  |  |  |  |  |  |

### Magyarországi cselekményszál
- Lippay-Lehr Ágost, beceneve: Ágó. Apja dr. Lippay-Lehr István, anyja Erna (Nínó). Hivatalosan diplomata, valójában a hatvanas évek magyar titkosszolgálatának kéme. Karakas őt bízza meg arra, hogy az Eichmann-iratokat Izraelbe juttassa, a regény végén eltűnik az athéni repülőtéren. „… ott állt előtte Kristóf melankolikus unokatestvére, Ágost, a dandy, a homlokába és az arcába mélyen belehulló, egyenesszálú, fekete hajával.”[7]
- Lehrné Demén Erna (beceneve: Nínó) Demén Samu építész unokája, Lippay-Lehr professzor felesége. Erna zsidó származású polgárasszony, aki – alapos művészettörténeti ismeretekkel rendelkezve – műbecslőként is dolgozott. Lányát a második világháborúban – a lány akkor első éves egyetemista volt – a Gestapo elvitte a svábhegyi Majestic szállóba, s férje nem tett meg mindent a lány kiszabadításért. Lehrné tudott férje félrelépéseiről, a férje őt is "elfertőzte, egyszer könnyebben, egyszer súlyosabban, egyszer pedig a legnagyobb ámulatára lapostetűt kapott tőle". Erna asszony az ismerősei körében, és a családban is súlyos egyéniségnek számított, olyan valakinek, akit respektálni kell, és egykönnyen nem is lehetne megkerülni. Lényének voltak ugyan olyan vonásai, amelyek miatt nem lehetett egészen komolyan venni.”[8] „Tartása mit sem változott a múló évtizedektől, dereka majdnem olyan formás maradt, mint egykoron, csípője, combja, feneke, sokak által csodált keblei azonban elég mértéktelenül kiteltek. Elsúlyosodott, a bőre alatt úgymond ikrásodott a zsír, ez volt a rideg valóság.”[9]
- Lippay-Lehr István A regényben inkább csak a háttérben szerepel, egyes szám harmadik személyben beszélnek róla. A professzor minden magyarországi politikai rendszert szolgai módon támogatott (a regényben ezt „taktikus alkalmazkodás”-nak nevezik, melyet a professzor tanítványai is alkalmaztak a gyakorlatban). A harmincas években a hungarista fajelmélet hirdetője volt, az ötvenes években a regény szerint a kommunista párt nemzeti konzervatív szárnyához tartozott. Az ötvenes években zajló népbírósági perben tudományos szakértőnek kérték fel. Tudományos munkássága keretében Baltasar Gracián szövegeit kommentálta. A regényben több helyen „vén fasisztának” nevezik Lippay-Lehrt. A hatvanas években az Elméleti Kollégium[10] tagja, halála után a Magyar Tudományos Akadémia előterét fekete kárpittal vonták be. Bellardi László a Madzarral folytatott beszélgetésben megjegyzi, hogy „Lehr professzornál nincsen jobb magyar. Nála Szabó Dezső sem jobb magyar.”[11]
- Demén Kristóf Demén Samu dédunokája, Demén Miklós fia. Apai nagyszülei nevelik fel, miután édesapját elhurcolták. Bár a regény kulcsszereplője, számos történetet az ő szemszögéből ismerünk meg, életéről viszonylag kevés adat szerepel a regényben.
- Demén Miklós Demén Samu építész unokája, aki az Aréna úton lakott, részt vette az illegális kommunista mozgalomban, az ötvenes években lakásából hurcolták el. Kristóf tisztában van apja egykori politikai szerepével, „hiszen a saját imádott édesapja, akit a saját elvtársai tettek el láb alól, tényleg egy nehézsúlyú sztálinista volt, …”.[12] „Valószínűtlenül hangzott ezen az estén, érzelmesen, hogy innen, ennek a mállott vakolatú, elfeketedett háznak az első emeletéről hurcolták el az édesapját, ahol a függönyök mögött most halványan világít a lámpa a szoba mélyén.”[13]
- Rott André (András)  A regényben Lehr Ágosttal és Wolkenstein Hansival együtt a „zsúrfiú” gúnynevet viseli, a magyar titkosszolgálat munkatársa, hivatalosan Ágost és Hansi főnöke. Feladtuk bizalmas és titkos iratok fordítása magyarról idegen nyelvre. A második világháború végén az angolok Rott András néven említik. „André volt a legidősebb, bőre télen is sötét, ha meg napra ment, akkor mintha valamilyen szürkés fátyolt vontak volna rá, a barnaságra. Erre mondják, hogy cigányos, de lehetett volna jemeni harcos vagy beduin törzsfő. (…) Makulátlanul öltözködött, naponta akár kétszer, gondosan borotválkozott, s így aztán egy ilyen kis testi engedetlenség, mely életének fedettebb területére utalt, meg is tartotta magán az idegen pillantásokat.”[14]
- Hans von Wolkenstein /Kovách János Thum bárónő törvénytelen fia, az annabergi fiúinternátusban nevelkedik, majd innen Moszkvába kerül. Magyarországon a hatvanas években titkos ügynökként, fordítóként dolgozik. „Pigmentháztartásában lehetett valamilyen kivételes; egy nem egészen szabályos adottság, aminek első látható jeleivel azoknak a szakértőknek is fejtörést okozott, akik a wiesenbadi vadászházban berendezett internátus növendékeit abból a szempontból vizsgálták és mérték, hogy megfelelnek-e a tisztán északi típus genetikai felfrissítésével szemben támasztott szigorú követelményeknek.”[15]
- Bellardi László vitézi és bárói címet visel a második világháborúig, foglalkozását tekintve hajóskapitány. Apja a mohácsi járás szolgabírója volt, felesége Koháry Elisa, a nagyhatalmú Koháry báró lánya. A világháború után a demokratikus rend elleni összeesküvés harmadrendű vádlottjaként bíróság elé állították és életfogytiglani börtönre ítélték. „A Bellardi és a Montenuovo végül is mindig Mohács első családja volt és marad.”[16] Nem derül ki a regényből, hogy milyen rokoni kapcsolatban áll Margarethe von Bellardival, aki Karla von Thum zu Wolkenstein bárónő prágai évfolyamtársa volt.
- Bellardi László (ifjabb)  A fenti Bellardi László és Koháry Elisa közös fia. Lippay-Lehr professzor tanítványa. Az apja viszi Ernát és Gyöngyvért a Kútvölgyi Kórházba, az úton derül ki, hogy Erna és Gyöngyvér ismeri a fiút.
- Gottlieb Ármin mohácsi fakereskedő. Magyarországot a zsidóüldözés miatt kénytelen elhagyni, egyik fia a harmincas években már az Egyesült Államokban él.
- Mózes Gyöngyvér Anyja Mózes Borbála volt, aki egy nagykőrösi gyermekotthonban hagyta, apja ismeretlen. Egyházi, majd állami intézetben nevelkedik, később nevelőszülőkhöz kerül (nevelőapja Bizsók művezető). Vidékies nyelvjárását Budapesten is megtartja. A hatvanas években énekes szeretne lenni, Huber Margittól vesz órákat. „Gyöngyvérnek tényleg nem volt előnyös a homloka. Domború, közel sem aránytalan, ám a haja szerencsétlenül belenőtt, s ezzel tényleg nem tudott sokat kezdeni. Ahhoz azért nem volt elég nagyvonalú homlok, hogy frufrut fésülhessen rá.”[17]
- Vay Elemér kormányfőtanácsos, aki 1944-ben Horthy Miklós megbízásából személyesen felügyelte a deportálásokat. Mohácson a helyi főjegyzővel megbeszéli a zsidó vagyon összeírásnak tervét, a helyi zsidóság kitelepítésnek és vagyonuk elkobzásnak menetét. A kormányfőtanácsos sportkocsiját a nyilas uralom idején szalmabálák közé rejtik, majd csak 1957-ben hozzák el a rejtekhelyről. Vay sokat adott mások származására, rangjára: „De miért is kellett volna Vay kormányfőtanácsosnak a fiatalember személyére emlékeznie. (…) Nem érdekelték a nem fontos emberek, s mivel negyven évet töltött el a közigazgatás magas polcain, igen ritkán tévedett.”[18] 1956-ban sikertelenül próbálja meg elhagyni az országot.
- Vay Klára, Vay Elemér lánya. A hatvanas években az Abbázia kávéházban dolgozik, Hetés Simon Józseffel él együtt. Apja második világháborús szerepével nincsen teljesen tisztában. „Valószínűtlenül nagy szemét Vay Klára az édesapjától örökölte, a kitartó, semleges figyelmét szintén.”[19]
- Hetés Simon József Angyalföldi munkáscsaládból származik, a moszkvai diplomáciai főiskolára járt. A házibulira kiérkező rendőrség Rott André felszólítására békén hagyja Simont, így feltehetően rendőr vagy titkosrendőr.
- Madzar Alajos, beceneve Lojzi, „sváb” származású, mohácsi születésű építész. A külföldön tanult, „világlátott fiatalember” a harmincas években visszatér egy időre Magyarországra, majd még a háború előtt újra elhagyja az országot. Budapesten Szemzőné Arnót Irma rendelőjének bútorain dolgozik, Mohácsra utazik, hogy faanyagot szerezzen a berendezés elkészítéshez, majd visszatér Budapestre. Madzar apja és nagyapja is hajóépítő ács volt. Gyerekkori barátja Bellardi László, együtt jártak a Koronaherceg utcai polgári iskolába. Madzar annak ellenére, hogy német nemzetiségű, gyerekkorában a magyar bandához csatlakozott Mohácson. Madzar sokat foglalkozik építészetelmélettel és dizájnnal, e kérdéseket Szemzőnével vitatja meg: „Madzar szobornak tekintette a bútorokat, s legfőképpen a széket. Rietveldet követte, aki szerint a székre ereszkedő ember számára világossá válik a dramatikus kapcsolat a testi érzete és a térben elfoglalt helye között. Mivel ezen sokat gondolkodott, halálosan felizgatták őt Szemzőné magyarázatai és ellenvetései. A széknek tényleg pozitív értelemben kell a dramatikus viszonyt megragadnia.”[20]
- Szapáry Mária, nemesi származású asszony, a hatvanas években a Dunára néző, hetedik emeleti, tetőteraszos lakása van az Újlipótvárosban. 1944-ben lakásán üldözötteket bújtatott (zsidókat, kommunistákat, szociáldemokratákat), köztük Karakas elvtársat is. A háborúban a Gestapo Szapáryt elhurcolta a budai Majestic szállóba. A háború után „vörös grófnőnek” nevezik, embermentő tevékenységének köszönhetően állami fogadásokra is meghívták. Karakas és Szapáry viszonya 1956 novembere után válik hűvössé. Szapáry még a harmincas években elcsábította Koháry Elisát, Bellardi László feleségét. Elisa a Margitszigeten, a Palatinus fürdő teraszán agyvérzést kapott, Szapáry saját lakásán ápolja. A grófnő 1961-ben öngyilkos lesz és Elisával is végez.
- Szemzőné, Arnót Irma Neve a harmincas években játszódó fejezetekben Szemzőné, a hatvanas években Arnót Irma néven hivatkozik rá a szerző. Férje Szemző, híres budapesti bőrgyógyász volt, aki orbánhegyi házukban agyérgörcsöt kapott. Szemzőnét a buchenwaldi koncentrációs táborba hurcolták, ahol Nussbaum professzornak dolgozott a proszektúrán. Fiai, akik ikrek voltak, feltehetően egy koncentrációs táborban haltak meg. A Szemző-villát a világháború után államosították, a lakás bérleti jogát Szemzőné átadta a társbérlőként beköltöztetett ávós tisztnek. Ezért megtarthatta a pozsonyi úti lakás tulajdonjogát, mely eredetileg rendelő volt (ennek készítette el bútorait Madzar). A hatvanas években ezt a lakást bérli Mózes Gyöngyvér. „Arnót Irma leánykorában sem volt szép, de szép volt a sziluettje, oly törékeny és kecses, amilyet azoknak az éveknek a divatja épp megkívánt.”[21] „Szemzőné a legszemélyesebb élmény, és a személyen túli, a tágasabb környezet adottságainak összefüggésére volt kíváncsi, a személyes múltra és a historikusra, mindarra, ami a történelmiben mitikus és mágikus, ami túl van az individuális életen és rítusként jelenik meg a cselekvésben vagy a beszédben.”[22]
- Hubert Margit, beceneve Médi. Énektanárnő, beszédhangja erős és érdes. Huber Margit tanítja Mózes Gyöngyvért énekelni, aki svábnak nevezi, és drágának tartja az ötven perces énekóráit. Budapesten, a Veres Pálné utcai leánygimnáziumba járt, barátnői Brünhildának, vagy Krimhildának hívták. Huber Margit fiatal korában Párizsban élt, majd később Berlinben nyolc évig korrepetitor volt, onnan települt haza Budapestre, ahol aztán az Operában dolgozott. „A húszas évek végétől, mikor a nők már szabadon napra mentek, minden ruhájától megszabadulva tombolt a fény befogadásának gyönyörében, barnára égette a csupasz testét. (…) Mára habfehérre őszült, fényes, barna homloka fölött világított a hajkoronája, melynek tömege persze valamelyest meglazult. Szeme fényes csillogással telt el, mikor egy alsóbb regiszterből, még kíméletesen, még a legmelegebb hangszínét megütve, mélyen kizengetve és növekvő erővel megszólaltatta a levegőoszlopot.”[23]
- Dobrova Izabella, beceneve: Bella. A felvidékről származik, egy időben Párizsban élt, ahol balett-táncos volt. Meglehetősen rossz állapotban tért haza a francia fővárosból Budapestre egy kisfiúval, majd itthon textil-tervezőként dolgozik. „(…) Szlovák volt az anyanyelve, mindmáig megőrizte az akcentusát, amit azonban csak azok vehettek észre, akik tudták, hogy nem magyar. A kelleténél valamivel tágabb térben képezte a magánhangzóit, s hogy elejét vegye a kérdéseknek vagy a nevét illető élcelődésnek, bemutatkozáskor gyakran hozzátette, felvidéki családból származom, sőt olykor még előzékenyen a neve elé is engedte a magyarázatot.”[24]
- Karakas elvtárs Részt vett a spanyol polgárháborúban, ahol a nemzetközi brigádok biztonságpolitikai komisszárjának segédtisztje volt. Főnöke később miniszterelnök lett, közösen vettek részt az ötvenes évek tisztogatási akcióiban. Később Karakast saját elvtársai bebörtönözték, kínvallatás közben kis híján meg is ölték. A hatvanas években a miniszter titkára, ő irányítja a március 15-ei baleset utáni kárelhárítást. „Karakas rejtélyes ember volt, kártyáiba senki bele nem láthatott. Nem lehetett volna megmondani, hogy a megrögzött dogmatikusokhoz húz-e, a sztálinistákhoz, a moszkovitákhoz, az ávósok szétugrasztott és bosszút szomjazó hordájához, s akkor csak a látszat szerint dolgozik a különböző rendű és rangú nacionalisták kezére, avagy éppen fordítva.”[25] Szapáry Mária őt kutyának szólította, mivel megmentette az életét.
- Varró Tahitótfalun református lelkész, fiát kivégezték 1957-ben, jeltelen sírba került. Éppen ezért nem hajlandó megalkudni sem a rendszerrel, sem saját feljebbvalójával, a református püspökkel.
- Balter Imre, a hatvanas években a nagykörúti Demén-ház házmestere. Jászberényben született, Demén Samu (Demén Erna nagyapja, Kristóf és Ágost dédapja) hozatta fel fiatal fiúként Budapestre. Balter Gyula öccse.
- Balter Gyula börtönőr. Gyermekként sérült öccsét az anyja biztatására időnként megveri. Később az öccse feleségével szexuális kapcsolatot létesít. Minden rendszert kiszolgált, majd Tahitótfalura vonult vissza, a telkére. A barackfájára felmászó, zárt intézetből megszökött rabot megöli, amiért előállítják.
- ífj. Balter Gyula a Margitsziget-fejezetek óriásának segédje
- Lüttwitz Andria apja Lüttwitz tábornok, aki ugyanilyen néven valós történelmi személyiség. Von der Schuer szerint bájos és művelt lány. Budapesten a hatvanas években zongoratanárnő, ekkor már ezüstfogantyús botra támaszkodik.

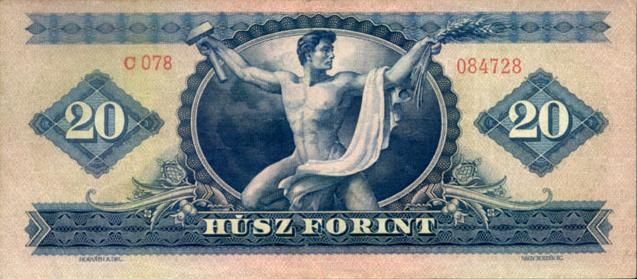
"...kísértetiesen emlékeztetett arra a férfira, akit a húszforintos bankón lehetett látni"

- Bizsók István, művezető, útépítő munkás. Mózes Gyöngyvér nevelőapja. A második világháborúban egységével fogságba esett Pfeilen mellett. „Ez a Bizsók volt a legidősebb, s a dolgok természete szerint a legtekintélyesebb. Az igazságossága miatt a cigányok valósággal bálványozták ezt az embert, bár a gyönge pontján is jól eltalálták.”[26]
- Tuba János Dunántúlról, Mura vidékéről származó, cigány útépítő munkás, Bizsók János keze alatt dolgozik. Ő a margitszigeti jelenetből az óriás, testalkatát a húsz forintos bankjegyen látható férfiéhez hasonlítják."Hasának, combjának, ágyékának domborzata, a feje és az egész pompázatos alakja kísértetiesen emlékeztetett arra a férfira, akit a húszforintos bankón lehetett látni üllővel és kalapáccsal."[27]

### Németországi cselekményszál 1938
- Otmar Freiherr von der Schuer alakját Nádas Péter Otmar Freiherr von Verschuer német orvosról mintázta. Az egyik legpontosabban kidolgozott figura a regényben, nagyon sok életrajzi adatot tudhatunk meg róla. Von der Schuer anyja balti nemesi családból, apja ősi kurhesseni nemzetségből származott. A regény szerint német katonatisztként részt vett az első világháborúban, később a kommunisták elleni megtorló akciókban. A háborús emlékek később is gyötörték. A harmincas években már a Vilmos Császár Fajbiológiai és Örökléshigiéniai Intézet vezetője. „Gyors volt, oly megbízható, miként egy finom óramű, az alázatosságig kötelességtudó, mert valójában bálványozott édesapja soha ki nem mondott minőségi kívánalmainak szeretett volna eleget tenni, ugyanezért szorgalmas, ítéleteiben kínosan tárgyszerű, s így nehéz lett volna a szemére vetni, hogy bármiféle világi hatalmasság előtt megalázkodik. Mélyen istenfélő ember hírében állt, és valamilyen formában talán az is lehetett. A mai napig nem félt jobban semmi mástól, mint a szeretetmegvonástól, holott ő maga mindenre inkább hajlott, mint a szeretet kifejezésére.”[28]
- Karla von Thum zu Wolkenstein bárónő A Vilmos Császár Fajbiológiai és Örökléshigiéniai Intézet fajbiológusa, von Schuer munkatársa. Szeretné elérni, hogy egy római örökléskutatási intézet élére nevezzék ki. Egyik fő kutatási területe a szemszín vizsgálata, melyhez a buchenwaldi koncentrációs táborból kap rendszeresen a halott foglyokból eltávolított, preparált emberi szempárokat. Karlának fiatalkori szerelmétől született egy fia, a törvénytelen gyermeknek számító Wolkenstein Hansi.

## APárhuzamos történeteklétrejötte

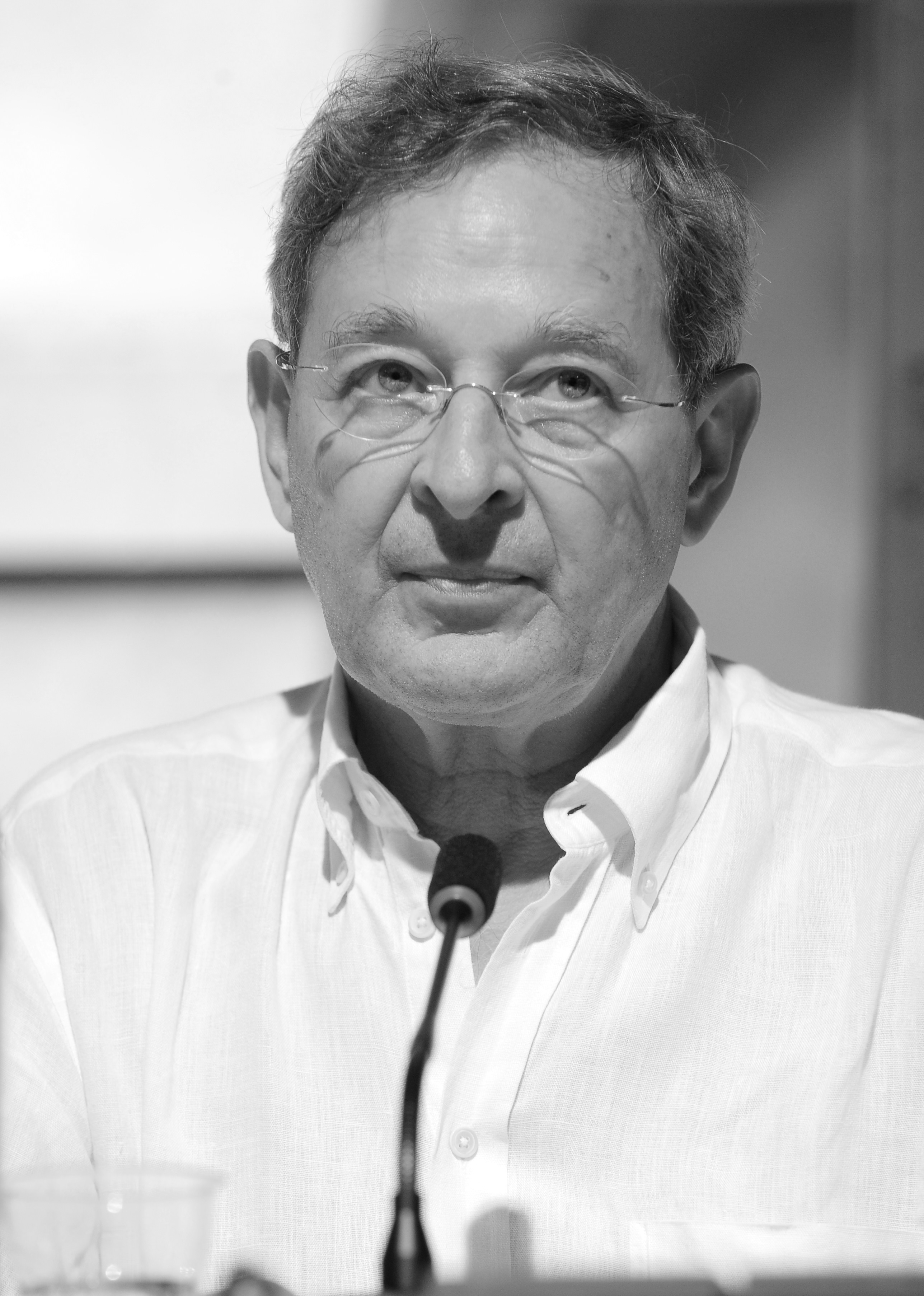
Nádas Péter 2012-ben a Mantovai Irodalmi Fesztiválon (Fotó: Niccolò Caranti)

Nádas Péter közel két évtizedet dolgozott a Párhuzamos történeteken, a mű megírásával kapcsolatban számos adat, nyilatkozat áll rendelkezésünkre. A mű megíráshoz az Emlékiratok könyve befejezésének évben, 1985-ben kezdett hozzá. Nádas Péter ebben az időszakban minden külső kényszertől meg akart szabadulni, hogy kizárólag ezen a művén dolgozhasson. 1993 áprilisában – miután már hét éve dolgozott a Párhuzamos történeteken – szívinfarktust kapott, majd két szívműtéten esett át. Felépülése után folytatta a Párhuzamos történetek írását, ekkor döntött úgy, hogy a berlini cselekményszál kerül a regény elejére.
Rendelkezésre áll annak a több mint 200 főleg magyar és német nyelvű műnek – elsősorban szakkönyveknek – a jegyzéke, melyet az író felhasznált a regény megírásához. Az olvasmányjegyzék számos, a XX. század hazai és európai történelmére (II. világháború, zsidóüldözés, holokauszt és az ötvenes évek kommunista diktatúrája, 1956-os forradalom) vonatkozó könyvet tartalmaz. Miután von der Schuer alakját Otmar Freiherr von Verschuerról mintázta Nádas, az olvasmányjegyzékben von Verschuer öt német nyelvű műve szerepel. A listában jól követhető, mely műveket melyik fejezetekhez használt fel az író (a német nyelvű kriminalisztikai és rendőrségi szakkönyvek például nyilvánvalóan dr. Kienast nyomozásához köthetők). Számos könyv budapesti helytörténeti írás, kuriózumként említhető a listában szereplő két illat-elméleti mű.

A regényre jellemző nyitott szerkezetet (azaz a cselekményszálak állandó váltakozása, a számos megkezdett, de be nem fejezett történet) az író azért alkotta meg, mivel különböző emberek történeteit szerette volna bemutatni, akik vagy nem is találkoztak, vagy csak felszínesen ismerik egymást, mégis hatnak a másik életére. Az ilyen összefüggések ábrázoláshoz Nádas egy kaotikus szerkezet megalkotását látta szükségesnek: 
”Olyan emberek történeteit írni meg, akik soha nem találkozhattak, vagy igen felszínesen ismerhetik egymást, egymás sorsába mégis belebeszélnek. Ez a rejtett vagy rejtélyes összefüggés vajon helyet találhat-e az elbeszélés zárt szerkezetében. (…) Formálisan mindez az jelentené, hogy nem csak a zárt szerkezetet kéne elfelejtenem, hanem vissza kéne térnem mindahhoz, amit a görögöknek a káosz eredetileg jelentett.” 
Nádas olyan prózát kívánt írni, mely a regényírás XIX. századi hagyományaival szakítva nem csak a történetmesélésre, a megtörténtek elmondására szorítkozik, hanem azzal is foglalkozik, amit az emberek gondolnak, elképzelnek. Nádas szerint ugyanis az elképzelt, akár soha ki nem mondott gondolatok ugyanúgy befolyásolják életünket, mint a valós történések. Az író ezt a gondolat valósítja meg a Párhuzamos történetekben, amikor részletesen foglalkozik a szereplők gondolataival, belső vívódásával, sőt, Carl Maria Döhringnél az álom a valóságnál tisztább összefüggések feltárását jelenti: „De olyan összefüggéseket tett világossá, amelyeket ez idáig nemcsak ő, hanem a családjában senki sem érthetett, és egész Németországban sem érthetett senki. Még azt is megérthette végre, hogy ezért nem beszélhetett álmában németül. Inkább egy másik ember legyen. Meg kellemesebb volt a gyalázata elől visszamenekülni az álmába, mely ébersége ellenére sem hagyott fel a munkájával. Valósággal rákényszerítette magát az álom, akárha csábítón azt susogná, ha akarod, kicsim, akkor még mélyebbre vezetlek le.”
Egy beszélgetésben Nádas magát platonistának és egyben a felvilágosodás gyermekének nevezi. Éppen ezért az író a fizika mögötti világra, a metafizikára (Platónnál ez az árnyék a barlang hasonlatban) kíváncsi, ami a szöveg szempontjából azért fontos, mert ezeket a mögöttes tartalmakat – a szociális háló, a politikai rendszer, a történelem – részletesen bemutatja a regényben. Ez magyarázza a részletes leírásokat Budapestről, a város társadalmi életének változásáról a második világháború előtt és után, de ugyanilyen „hátteret” ír le Nádas amikor Von der Schuer származását taglalja részletesen.
Regényírási módszere kapcsán Nádas több helyen beszél az ún. „néma poétikai struktúráról”. Ez jelöli mindazt, ami nincsen leírva, a szövegben mégis megtalálható, vagy kiolvasható onnan.Nem csupán stílusról van itt szó, Nádas inkább arról beszél e fogalom kapcsán, hogy a szövegmegformálás döntései hozzák elő ezt a struktúrát. A „néma poétikai struktúrát” az író akár tudatosan, akár tudattalanul is építheti, és bár Nádas Péter nem mondja ki, a Párhuzamos történetek egy nagyon is tudatos építkezés, tudatos stilisztikai választások eredménye – a szöveg hosszúságán túl ez lehet az oka, hogy a szerző két évtizeden át dolgozott a szövegen, sőt, a második kiadásban apróbb változtatásokat is végrehajtott. Az író szerint akkor olvassa végig könyvét – vagy bármely könyvet – az olvasó, ha átlátja ezeket a döntési struktúrákat.

## A regény műfaja, stílusa, nyelvezete
A Párhuzamos történetek nem sorolható be egyetlen műfajba, ugyanis az egyes cselekményszálak, az azon belüli epizódok a legkülönbözőbb irodalmi műfajok jellemzőit hordozzák magukban. A berlini események detektívregényként értelmezhetőek, a regényben két szerelemi történet is található. Felfogható családregénynek is: a Demén, a Lehr-Lippay családok történetét, ill. a Döhring családét is részletesen kidolgozta az író. A margitszigeti jelenet már-már kalandregénybe illő leírás, ugyanakkor létezik vallásos-misztikus értelmezése is.
A szövegben folyamatosan váltakoznak az egyes szám első személyben és az egyes szám harmadik személyben elmondott részek (tehát ahol a szereplő önmagáról beszél, ill. ahol az író beszél a szereplőről). Emellett találunk számos párbeszédet is a regényben, melyet a szereplők önreflexiója szakít meg. A leírások témája is nagyon változatos, sokszor oldalakon keresztül ugyanazt a személyt, témát mutatja be az író (ezek között szerepelnek épületleírások, melybe beleszövi a történelmet, helytörténetet, társadalom- és kultúrtörténetet is). A regény egyik legjobban sikerült, viszonylag zárt jelenetében, az 1956-ban kenyérért sorban álló tömeg jellemzésnek a „sorban állás lélektanával" egészül ki.
A regényben az egyes szám harmadik az író, pontosabban a narrátor szemszögéből mutatja be a történéseket. A narrátor a Párhuzamos történetekben nem mindentudó, legalábbis nem úgy, ahogy ez a XIX. századi regények omnipotens elbeszélőire jellemző volt. A második kötet első fejezetétől kezdve az egyes szám harmadik személyű elbeszélés átmegy egyes szám első személybe. Demén Kristóf egyes esetekben már egyenesen a szöveg narrátorává válik.
A Párhuzamos történetekben számos helyen, de különösen a nemi aktus leírásánál a mai fogalmaink szerint trágár, obszcén kifejezéseket használ Nádas a női és különösen a férfi nemi szervek megnevezésre. A férfi nemi szerv gyakori említése a regényben Nádas szerint az indokolja, hogy Európát a "fallikus kultúra" jellemzi, ahol a férfi nemi szerv a helytállás szimbóluma, a teljesítménymérés eszköze.

## A regény helyszínei
A regény számos, jól azonosítható, valós helyszínen játszódik. Az alábbiakban nincsen minden, a regényben szereplő tényleges helyszín felsorolva.

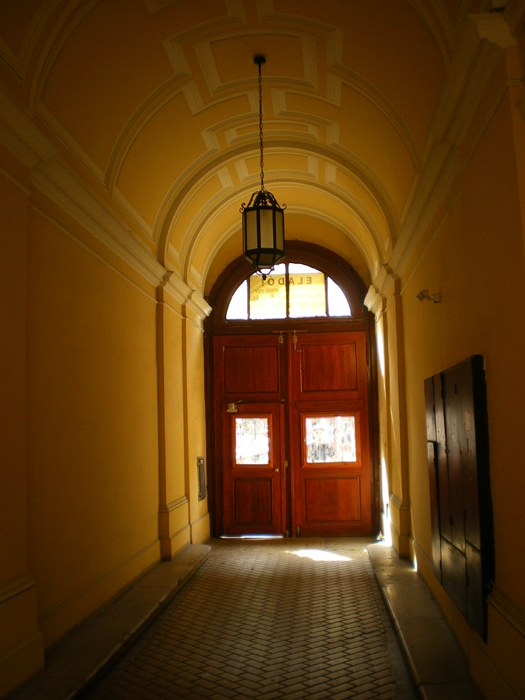
A Teréz körút 11. kapubejárója, a burkolat ma is a regényben említett jellegzetes sárga kerámiakő

Németországi helyszínek: Annaberg (mai nevén Annaberg-Buchholz) egy Szászországban található bányászváros. A Párhuzamos történetekben itt található egy fiúinternátus, a város és környékének leírása megfelel a valós körülményeknek: „E hasított kőből épültek még ennél is korábban a védőművekkel elkerített erődtemplomok, az áldozati kápolnák, a hidak, a viaduktok, s ezen építmények között a lehető legnagyobb és legpompásabb mű, maga a Szent Anna-templom Annabergben. Ennek bélletes ablakokkal tagolt, égbeszökő apszisára nézett a városi házuk valamennyi szobájának ablaka. Ennek a kőnek a testszíne töltötte fel minden napszakban és évszakban a helyiségeket. Valóságos katedrális, amely a hasított kőtől nyert rusztikus küllemével és fénytől átjárt belső terével a gótikus építészet kivételes remekének számított.”
A berlini leírásokban is találhatunk támpontokat a helyszínekre vonatkozóan: a halottat „Luise királynő elszürkült márványszobrától” nem messze találják meg, Carl Maria Döhring a Wittenberg Platz mögötti boltba megy alsóneműt vásárolni.

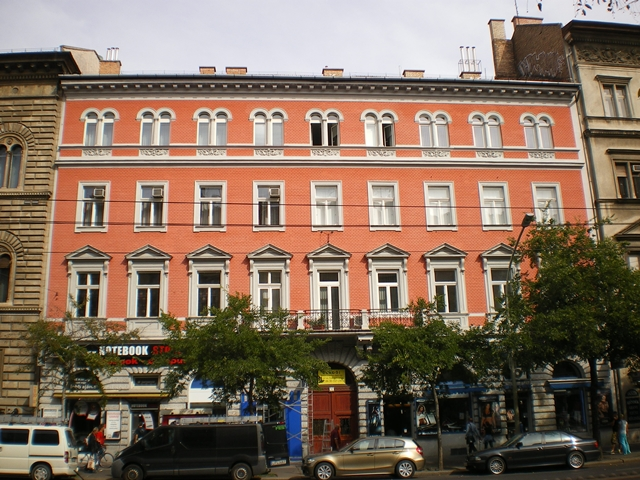
A Teréz körút 11. homlokzata

Budapesti helyszínek: Az „Egy úri ház” című fejezetben leírt pesti bérház a Teréz körút 11., erre kifejezetten utal Nádas egy német nyelvű cikkben. A házat a regény szerint Demén Samu, Kristóf dédapja tervezte. Demén Samu személye fiktív, ugyanakkor a regényben leírt életútja a korszak létező építészeinek sorsához nagyon hasonló (tanára a regény szerint Hauszmann Alajos volt), Demén külföldi tanulmányúton volt Berlinben, Bécsben, Olaszországban és Görögországban. A Teréz körút 11-ben a regényben említett sárga kerámiakő kövezet ma is látható.
A Párhuzamos történetekben Lehr Ágost a Lukács fürdőben következőképpen fakad ki: „Hol van itt, hol volt itt modernizáció. Legutoljára a századelőn vagy a századfordulón, amikor az ütődött dédapám fölépítette ezt a büdös fürdőt.” A Lukács fürdő épületét eredetileg feltehetően Hild József tervezte, az épület nagyarányú bővítése 1893-ban Ray Rezső svájci származású építész tervei alapján készült el, míg mai formáját 1924-ben nyerte el, amikor Reitter Ferenc, Ray Rezső és Hikisch Rezső tervei alapján tovább bővítették a Lukács fürdőt. A fürdő leírása (férfi és női medence megkülönböztetése, nemek szerinti elkülönítés a fürdőben), a Lukács hatvanas évekbeli társadalmi jelentőségének taglalása messzemenően megfelel a valóságnak.
„Kora reggel jöttek a legfontosabb emberek, majd némi szünet következett, s jóval tíz után kezdtek szállingózni az aranyifjak, az úrinők, a nyugdíjasok, a mindenféle művészek és írók, a gyerekek, a családanyák, a könnyűvérű hölgyikék, akik semmi pénzért bele nem merítették volna orcáikat a vízbe, s ezért csak lebegtek a gumivirágocskákkal vagy gumicsillagokkal díszített, lehetőség szerint rózsaszín vagy citromsárga fürdősapkáikban a víz színén, s amikor késő délután ezek is elmentek, megint jöttek és zárásig maradtak a diákok, az ügyvédek, a főorvosok és a régi vágású, idősebb főhivatalnokok.„
A regényben fontos szerepe van az Újlipótváros 1928-tól kialakított bérházainak, hiszen egy Dunapartra néző hetedik emeleti lakásban lakik Szapáry Mária, míg egy másik épületben volt Szemzőné rendelője, ahol később Mózes Gyöngyvér lakik.
Jól azonosítható az az épület is, mely a mai Városligeti fasoron található, és a regény szerint itt élt Demén Kristóf, innen hurcolták el édesapját, Andrást. A Városligeti fasoron (elnevezése 1991 előtt: Gorkij fasor, 1951 előtt: Vilma királynő út) a 25-27. számú ház volt csillagos ház, melyre a regényben is utal Kristóf. A regény szerint Lüttwitz Andriának ki kellett költöznie a házból, amikor azt csillagos házzá minősítették. A budapesti zsidóság gettósítására szolgáló épületben – ahogy ez a regényben is szerepel – a házmesternek kereszténynek kellett lennie.

## APárhuzamos történetekértelmezése
A Párhuzamos történetek értelmezése az olvasókat és a kritikusokat egyaránt zavarba hozhatja: a mű hossza, az idősíkok és helyszínek sokagasága, a fel- és eltűnő cselekményszálak, a hetero- és homoszexuális nemi aktust részletesen leíró jelenetek mind akadályozzák a befogadást, legalábbis akkor, ha hozzászoktunk az egyenes időszerkesztésű, meglepetésektől mentes szövegekhez, történetmeséléshez, vagy éppen nehezen fogadjuk el a szexuális aktus nyílt, trágár szavakkal tarkított leírását. Radics Viktória, aki az egyik legátfogóbb kritikát írta a Párhuzamos történetekről, maga is küzdött e problémákkal: „Az első olvasás után csúnyán frusztrálódtam: még ha élvezkedve is, hiába olvastam el ezerötszáz oldalt, nem derült ki semmi. Az író egyszerűen cserben hagyott, nem is egyszer, s rendszerint akkor, amikor a legszebb vagy legizgalmasabb. Felcsigáz, aztán egyszer csak otthagy, hoppon maradok, mehetek a szereplők után a transzcendenciába” Radics ugyanakkor elfogadhatatlannak tartja, hogy a regény csupán egy szöveghalmaz legyen, melyet az olvasó reflektálatlanul hagyhat, és az 1500 oldal elolvasása után csupán megvonja a vállát. A másik oldalról tekintve viszont felvetődik, hogy miért írta meg a könyvet a szerző.
Radics a mű értelmezéséhez térképet készített, a fentebb található cselekményszálak leírását a kritikus színekkel jelölte (kék szál: budapesti történések 1960/61, narancssárga szál: a budapesti hölgykoszorú, zöld szál: németországi események, Döhring család). A regény értelmezéséhez a számbavételt a kritikus ahhoz hasonlítja, ahogy mi magunk is rendet próbálunk teremteni életünk elmúlt eseményei között. A Párhuzamos történetek egyik értelmezése ugyanis, hogy a regény az egyedi emberi élet leképezésének nagyszabású prózai kísérlete.

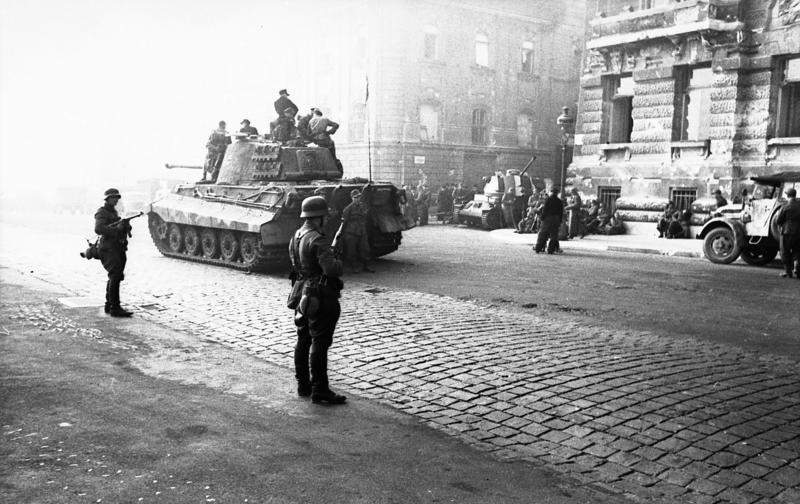
A XX. század "szorításban": Budapest a II. világháború idején

Radics szerint a regényben számos műfaj- és fogalomparódiát láthatunk: az egymást hajkurászó, a városon belül különálló törzsként viselkedő homoszexuálisokat leíró margitszigeti jelenet a kalandregény paródiája, az annabergi internátus leírása az iskolaregényt parodizálja, a tahitótfalui események a bibliai paradicsom torzított, feje tetejére állított leírását adja. Radics Viktória is aláhúzza, hogy a regény és szereplői a XX. század eseményeinek viszonyrendszerében, azok „szorításában” élnek. A két világháború, az ötvenes évek kommunista diktatúrája, a zsidóüldözés, a kirakatperek, az 1956-os budapesti események, a berlini fal leomlása a szereplők életére jelentős hatást gyakorol. A Párhuzamos történetek meghatározó részét képezik a háború, a pusztítás leírásai, Nádas megrázó erejű mondatokkal apokaliptikus képeket fest a regényben (például a Pfeilen melletti koncentrációs táborban játszódó jelenetek vagy a szovjet tank által a Glázner közelében leadott lövés és következménye). A Párhuzamos történetek jellemeinek bemutatása kapcsán is parodizálásról beszél Radics, sőt a kritikus meglátása szerint az egész műben megfigyelhető, ahogy Nádas a legfinomabb iróniát, paródiát használja.
Vajda Mihály filozófus kritikája egyben az első hazai recenziók gyűjteménye is, azokra való reflektálás, ugyanis a regény megjelenése után két évvel kiadott Nádas-kritikákat veszi számba. Vajda a Párhuzamos történeteket Nádas "Saját halál" című művel állítja párhuzamba. Véleménye szerint „mindkettő az értékelő test tapasztalata felőle közelíti meg az európai kultúrában tulajdonképpen kizárólagosan lelki-szellemi lénynek tekintett Én-t.” A filozófus a regény szétesettségére vonatkozó elmarasztaló kritikát visszautasítja. „Miért kellene egyben látni (szép gömbölyűnek) a világot, különösen abban a korszakban, amelyben a regény játszódik? Ha egyszer minden egész eltörött?” – teszi fel a kérdést Vajda. A filozófus idézi Radnóti Sándor esztéta véleményét, miszerint a Párhuzamos történetek az európai humanista hagyomány provokációja, ez pedig Radnóti számára nem elfogadható. Vajda ezzel szembehelyezkedve nem tartja leválaszthatónak a regényről egy világnézetet vagy erkölcsöt, sőt kétli, hogy a Párhuzamos történeteknek lenne világnézete. Sok más szerzővel szemben a regényben Vajda Mihály nem azonosítja Nádast az egyes szám első személyben megszólalóval, hanem ezt a személyt narrátornak, mesélőnek nevezi következetesen. A regényben szerinte két azonos személy szemléli és alkotja a világot, az egyik a narrátor, a másik Kristóf. Kristóf története pedig nevelődési regény, saját maga nevelődésére, fejlődésére tekint vissza narrátorként. A regény széteső szerkezetét Vajda szerint „csak a mesélő nem lankadó kedve tartja össze. De egy világ körvonalai kirajzolódnak.” A filozófus utal az olvasmányélményre is, amikor egy nyáron másodszor is elolvasta a regényt: ”Az egész nyarat az író úr világában töltöttem. De azon, hogy tetszik-e a Párhuzamos történetek, a másodszori olvasás során sem volt időm elgondolkodni. Akárcsak Németh Gábor, egyszerűen zabáltam a szöveget”.
Földényi F. László esztéta háromszor olvasta el a Párhuzamos történeteket. Elemzésében irodalom- és művészettörténeti példákból indul ki. Véleménye szerint a Párhuzamos történetekből mint regényből, sok kisregény lenne megalkotható. Földényi a harmadik olvasás során erős igényt érzett, hogy Balzac „Emberi komédia” című művének megfelelő zárt dramaturgiai szerkezetté alakítsa gondolataiban a Párhuzamos történetek szétesett világát.

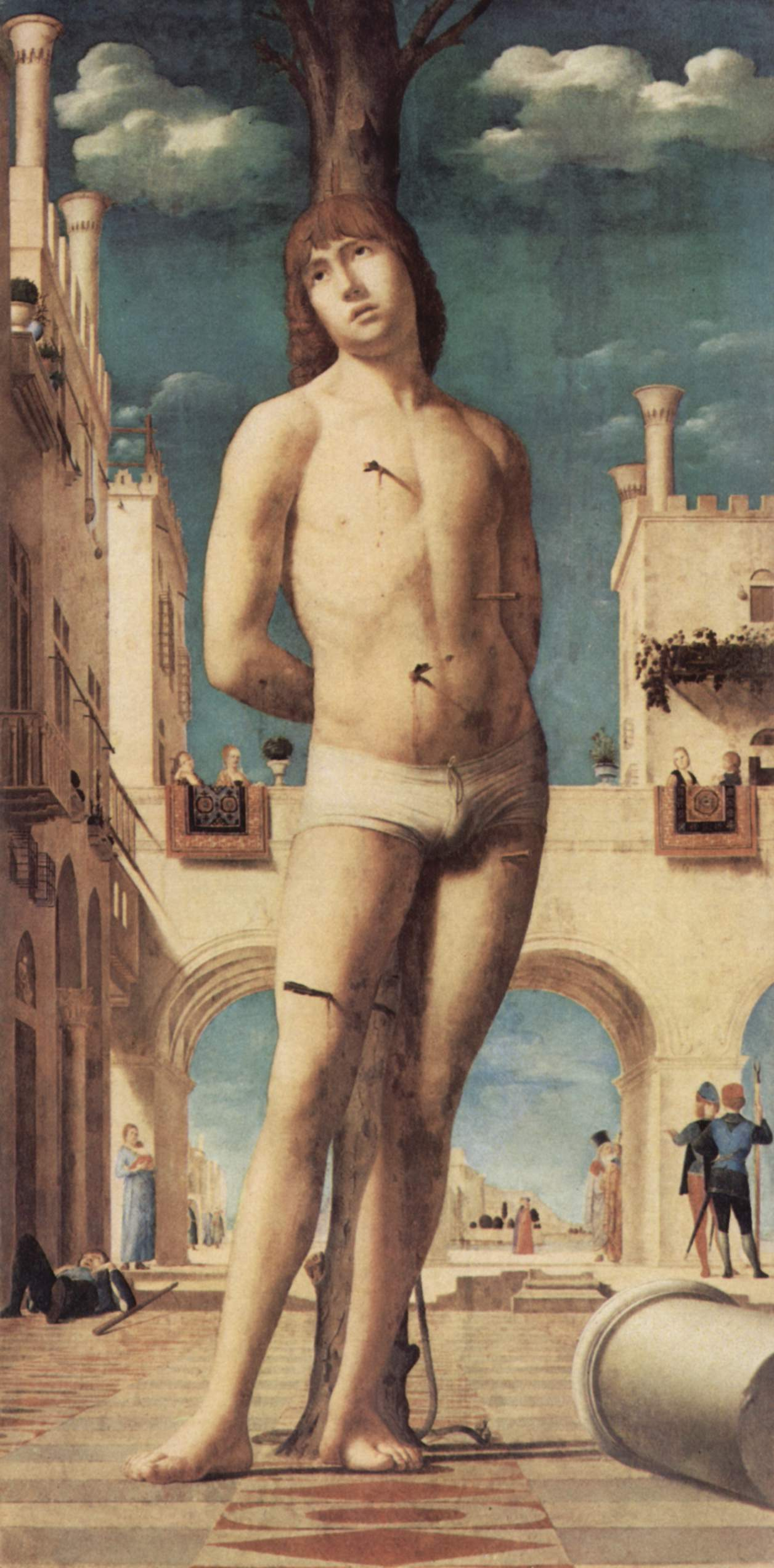
Antonello da Messina: Szent Sebestyén

A regényt középkori irodalmi művekhez hasonlítja, ahol nem a cselekmény, hanem a racionális elme számára rejtett szálak felfedezése a fontos, mint például Chrétien de Troyes Beowulf című szövege, vagy a Sir Gawain és a Zöld Lovag. E művek az esztéta szerint a mai kor embere számára csak másodszori olvasással érthetők meg, ugyanis bennük a tér és az idő más fogalmak szerint működik, mint a hétköznapi életben. Az a mód, ahogy személyek a Párhuzamos történetekben fel- és eltűnnek Földényi szerint szintén a középkori epika szerkezeti megoldásaira volt jellemző. Nádas regénye annyiban hasonlít Dantéhez, hogy a középkori olasz költőhöz hasonlóan ő is a nem-reális, a felfoghatatlan, tehát a metafizika tükrében tekinti a világot.
Földényi a Párhuzamos történetek kapcsán egy képzőművészeti párhuzammal is él: a regény számára olyan, mint Antonello da Messina Szent Sebestyén című festménye. A központi alak mögött ugyanis számos, a szemlélő számára alig értelmezhető történés zajlik, a háttérben lévő személyek nem vesznek tudomást az előtérben szenvedő szentről. Földényit ebben az értelemben Demén Kristóf alakja Sebestyénre emlékezteti, ugyanis a szenthez hasonlóan a regényben Kristóffal sem sokat törődik környezet. Ráadásul e szentet hagyományosan a homoszexuálisok patrónusának tekintik (különösen a XX. században jelenik meg meleg ikonként), Kristóf pedig a margitszigeti jelenetben egy meleg „beavatásrítus” részesévé vált. „Ahogy ez a festmény, úgy a Párhuzamos történetek is egyszerre tölt el a hiány és az elégedettség mély érzésével” – írja Földényi F. László.
Margócsy István irodalomtörténész és kritikus közvetlenül a regény megjelenése után a 2000 című havi lapban kemény hangvételű kritikát fogalmazott meg a Párhuzamos történetekről. Margócsy – elismerve Nádas irodalmi nagyságát – a Párhuzamos történeteket alapvetően kudarcnak tekinti. A kritikus elismeri, hogy a regény nyelvi megformáltsága és a történetek kivitelezése szempontjából remekmű, azonban véleménye szerint az olvasó nem tudja egy műként értelmezni a regényt.
Margócsy feloldhatatlan ellentét lát abban, hogy Nádas regénynek célja a világban uralkodó káosz leképezése, azonban ezt egy regényben ábrázolni, mely szerkezetét tekintve szükségszerűen zárt, véleménye szerint eleve kudarcra ítélet vállalkozás. Nádas szemére veti, hogy míg a regényről szóló írásaiban arról beszél, hogy a káoszt akarja leképezni a műben, a regényekre jellemző hagyományos formai és tartalmai elemekkel nem szakít (fejezetcímek, omnipotens elbeszélő).
Margócsy kiemeli, hogy míg a posztmodern irodalomban a mindentudó, omnipotens író szerepe elavultnak számít, Nádas egy olyan elbeszélőt szólaltat meg a Párhuzamos történetekben, aki „minden eddigi hagyományos elbeszélő teljesítményét maximálisan felülmúlja és túlteljesíti”. Az elbeszélő tudása mindenre kiterjed, a regény nagy adóssága azonban, hogy az elbeszélő nehezen azonosítható és az olvasó azt sem tudja meg milyen időbeli pozíció az, melyből ez az elbeszélő az eseményekre tekint. Margócsy felrója a regénynek, hogy a szereplők hangja alig különböztethető meg a narrátor megnyilvánulásaitól. Példaként hozza fel, hogy Kristóf első szám első személyben elmondott kommentárjai ugyanúgy hangzanak, mint a meg nem nevezett elbeszélő által elmondott szövegrészek, ráadásul Kristóf az elbeszélőhöz hasonlóan szintén mindentudó.
A regényben szereplő narrátor Margócsy szerint megígéri az olvasónak, hogy beavatja abba a titkos összefüggés rendszerbe, melyet az omnipotens író átlát. A regényben azonban erre valójában nem kerül sor.
„Abból, hogy az író, nyilatkozata szerint, a káoszt akarta megjeleníteni, gondolom, még nem következik, hogy az író elhallgassa az olvasó elől, amit pedig ő nyilvánvalóan tud, s mindvégig indokolatlanul hagyja, miért éppen azt, mondta el, amit értésünkre adott – hiszen ezt a világot, melyet szemünk előtt, mint egy nagyszabású varázsló mozgat, ő hozta létre. A narrátor rengeteg mindent szándékosan fed el – mintegy rejtvényfejtésre kényszerítvén olvasóját: csakhogy azokat a szabályokat, melyek alapján a rejtvény megoldható lenne, szándékosan kihagyta szövegéből; ráadásul úgy, hogy gyakran a belső, tudatfolyamatokat követő ábrázolásának alapmozzanatait is megsérti.” 
A Párhuzamos történetek földrajzi, történeti és szociológiai értelemben igen tágas világa a kritikus szerint teljesen kompakt módon van összeszerkesztve, azonban ennek a világnak a szerkesztési elveiről olvasóként nem sokat tudunk meg. A szereplők, bármit is tesznek, radikálisan ki vannak szolgáltatva az ebben a világban ható erőknek.
Margócsy szerint Nádas egy olyan világot épített fel, melyben egyfajta isteni rend uralkodik. A regényben is idézett Mengyelejev-rendszerhez hasonlóan (ahol már felfedezésük előtt is meg volt bizonyos elemek helye) ebben a világban is mindennek meg van a helye, még olyan dolgoknak is, amik még nem történetek meg.
A kritikus a fentieket úgy próbálja értelmezni, hogy a Párhuzamos történetek világa egy Isten által elhagyott, azonban Isten által továbbra is megfigyelt világot ír le. A regény Kristóf fejlődésregényeként is olvasható, melyben a főhős a pokoljárás, purgatórium állomásain áthaladva eljut a „betegápolóan szolgáló szeretet kegyelmi állapotáig”.
A regény egyik legmerészebb, forradalmi újításnak tekinti a szexualitás ábrázolását, rámutatva, hogy a nemiség ábrázolása túllép a nyelvi korlátokon és a társadalmi tabukon. A regényben a szexualitás alapképeltét a kielégületlenségben látja, a szereplők még az orgazmus pillanatában is türelmetlenné és kielégületlenné válnak. A szexualitás ábrázolását másrészt Margócsy fallikusnak nevezi, a hímvessző, mint a teremtés eszköze jelenik meg a regényben.

Margócsy szerint a regény mondatai „nagyon sokszor az elidegenítésig túláltalánosítottak, s megrendítően hidegek és egyhangúak”. A Párhuzamos történetek nyelvezetének leírására Balassa Péter irodalomkritikus véleményét idézi, melyet azonban Balassa Nádas esszéi kapcsán fogalmazott meg:
„Csöndes ünnepélyessége időnként feszített… pátosza azonban inkább szertartásos kimértséggé válik, merev (paradox módon) puritán pompává, a lassú alaptempó termékeny erénye időnként az analízis túlbonyolításává alakul, a hűvös távolságtartás és ellenálló képesség a dialektikus beszéd végtelenítésévé – útvesztővé, miközben erős állításai egy apolitikus retorika eredményei.” 
A németországi kritika sokat foglalkozott a Párhuzamos történetekkel, miután 2012-ben megjelent a német fordítás. „Aki elolvasta, többé nem az, aki volt” – írta Iris Radisch, a német nyelvterület mérvadó kritikusa 2012 februárjában. „A történeteket lenyűgözve, részben lelkesen, gyakran szorongva, néha ellenérzéssel és undorral, de soha nem közömbösen olvastam. (…) Természetes hogy egy ilyen anyagot nem lehet féken tartani” – írta Martin Lüdke a Tagesspiegelben Joachim Sartorius a Der Freitag című német lapban megjelent kritikájában Walter Benjamin „Passzázsok” (németül: Passagen-Werk) és Robert Musil „A tulajdonságok nélküli ember” című műveihez hasonlítja a Párhuzamos történeteket. Véleménye szerint a mű központjában a test áll, Nádas ugyanis kiterjeszti az irodalomban a testi lét szerepét, minden titkos és vad vágyával és megjelenési formájával együtt – mint a szexualitás, a test mindenféle kiválasztásai és nedvei. Satorius szerint ez a legforradalmibb eleme a regénynek, hiszen az „emberállat” irodalmi felfedezését senki nem hajtotta végre olyan következetesen, mint Nádas. 
„Itt, a Párhuzamos történetekben a test maga lép elő, hogy saját tudatot követeljen, saját helyet és emlékezetet a történelem zavaros tablójában. A legjobb példa erre az Ágost és Gyöngyvér között lezajló, négy napig és kétszáz oldalon keresztül tartó, gigantikus nemi aktus. De nemcsak ők ketten, hanem egyetlen más regényalak se tudja a test súlyát leoldani a lélekről, … (…) Bámulatos az egymásba ékelődő fogaskerekek finommechanikája ”.
Az angolszász – különösen a brit – kritikusok messze nem értékelték olyan nagyra a Párhuzamos történeteket, mint a hazai és a német nyelvű országok kritikusai. A The Guardian magyar szülőktől származó kritikusa, Tibor Fischer csalódott a Párhuzamos történetekben, hiányolta a klasszikus történetmesélést a regényből, a regényben szereplő időszakokat és témákat szerinte más magyar írók sokkal jobban feldolgozták.

## APárhuzamos történetekkel kapcsolatos további felvetések

### Ki a halott?
A Párhuzamos történetek egyik nagy rejtélye, hogy ki a halott a regény első fejezetében. A szövegből csak annyi olvasható ki, hogy ötven év körüli, ápolt, magára adó, dohányzó férfi, akinek a ruháiból hiányzik a márkajelzés. Foglalkozást a narrátor is csak találgatja. Vajda Mihály szerint fölösleges megpróbálni olyat kitalálni a regényből, ami nincs is benne, bár tippje szerint a Tiergartenben megtalált halott nem Ágost. Radics Viktória ezzel szemben éppen, hogy Ágostot tekinti a hallottnak. Iris Radisch megemlíti, hogy Nádas neki egy este utalást tett arra, hogy a halott esetleg Ágost lehet. A regény első fejezetének címe apagyilkosságra utal, valójában ez azonban dr. Kienast, a nyomozó egy másik esetére való utalás.

### A narrátor szerepe
A regény kapcsán gyakran vetődik fel a kérdés, hogy ki szemléli az eseményeket, valamint időben milyen pontról. Egyáltalán egy vagy több narrátora van-e a szövegnek? Vajda aláhúzza, hogy értelmetlen Nádast összemosni a narrátorral, hiszen a mesélő véleménye a regényben nem egyezik meg Nádas, mint magánember véleményével. A narrátor és Demén Kristóf összeolvadásáról Margócsy megjegyzi, hogy „ahol Kristóf egyes szám első személyben beszél éltettörténéseiről, szinte észrevehetetlen, hogy eltűnt a külső narrátor.” A regényben egyes szövegrészek azt sugallják, hogy Kristóf elbeszélőként visszatekint saját sorsára: „Ha tudtam volna, hogy mi vár rám, milyen hónapok, évek, akkor is átadtam volna magam ennek a pillanatnak, mert nem lett volna mivel elhárítanom. Semmit nem bántam meg, ma is átadnám magam” E szövegrész alapján a narrátor (vagy ha elfogadjuk, hogy több narrátor van, akkor az egyik narrátor) 1961 utáni évekből tekint vissza az eseményekre.
Radics Viktória a narrátort tanúnak nevezi, ill. a regény szövegére hivatkozva ezt a narrátor „jeges énnek” hívja. Radics ugyanakkor aláhúzza, hogy a szerző azonosulása Kristóffal nem zárja ki a többi szereplővel való azonosulást. Úgy kerüli el Nádas a mindentudói narrátor attitűdjét, hogy következetesen nem ír le egy eseményről többet, mint amit a szereplője tudhat róla.
Nádas Péter is beszél e kettős szerepről, az egyes szám első személyben megszólalót narrátornak, írónak nevezi egy interjúban. Van átfedése az író és Nádas személye között, ugyanis „ (h)a sok ilyen első személyben és harmadik személyben előadott létezik az írói elmémben, akkor ezek egymásra építhetők (…), s ezek az összefüggések megfelelnek a civil személyem tapasztalatainak is.” Nádas szerint ha valaki állandóan váltogatja a szemléletmódot, akkor kialakul a „semleges látás”, mely hasonló ahhoz, ahogy a hétköznapi életben egy másik beszélőnek nem csak a szavaira figyelünk, hanem a mimikáját is, ráadásul ezt önkéntelenül tesszük.

### Magyarok, svábok, zsidók, cigányok – az identitás kérdései aPárhuzamos történetekben
A Párhuzamos történetek számos szereplője valamilyen formában egy nemzeti vagy vallási kisebbséghez tartozó magyar. E kisebbségi státusz megítélése a magyar szereplők részéről nagyon különböző. A szereplők főleg belső monológjaikban, de a párbeszédekben is kiadósan szitkozódnak, különösen a zsidók e megjegyzések céltáblái. Ellenérzéseket táplálnak a magyar szereplők a német nemzetiségűek ellen is, akiket a hazai bevett megnevezéssel svábnak neveznek. Gyöngyvér, amikor Huber Margittól vesz énekórát, belső monológjában „sváb nőnek” nevezi énektanárát. Zsidónak lenni sem feltétlenül szigorúan származási kérdés a regényben, sokszor elég, ha valakit zsidónak tartanak a regény szereplői.
Bellardi és Madzar beszélgetésben, gondolataikban is megjelenik a nemzetiségek és magyarság viszonya. Bellardi kapitány eredetileg olasz származású, Madzart megrögzött svábnak tartja, aki szerinte kiszámított és józan. Bellardi szerint a magyarság két malom között őrlődik: „A zsidó és a német elem alátúrta és szétrágta a magyar államot, s egy gyönge pillanatában meg is kaparintaná.” Bellardi regényben olvasható elképzelései a két világháború közötti fajvédő mozgalom ideológiáját tükrözik.
Madzar Bellardit a magyar szemlélet szócsövének tekinti, a magyarok pedig Madzar szerint még arra is képtelenek, hogy különbséget tegyenek a Magyarországon élő németek között: „Azt sem felejtette el, hogy a magyaroknak mindenki sváb, aki német, mert a gyűlölködésük miatt egy fogalom korrekt definíciójára sem képesek.” A megjegyzés hátterében az áll, hogy a hazai németség nem volt egységes, a sváb megnevezés egy rendkívül pontatlan, általánosító gyűjtőfogalom.
Madzar ugyanakkor vívódik az identitásával: „valamilyen megmagyarázhatatlan okból tényleg mélyen magyarnak érezte magát. Mélyebben és magyarabbnak, mint mindazok, akik hangoskodtak körülötte. Undorodott ezektől a díszmagyaroktól, …”
A magyarok önreflektálásuk során többször utalnak a széthúzásra, mint alapproblémára (Varga, a házmester a Szent István parkban álló házban, Bellardi kapitány apja, és maga Bellardi is beszél erről). Az író a magyarokat saját nyelvükkel eltelt nemzetnek írja le. A regényben Madzarné szerint a „magyaroknál nincsen tompább eszű ember a földön.” mely mondat jelzi, hogy a nemzetiségek egymás iránti megvetése kölcsönös is lehet. Bellardi kapitány szavaiban megjelenik a jellegzetes magyar önmarcangolás, a negatív nemzeti önkép: „Hiába szeretnéd elütni, mi magyarok elveszett emberek vagyunk, Lojzikám. Te még azt hiszed, galambom, hogy van valamid, amit elvihetsz Amerikába, … . (…) Üresek vagyunk, Lojzikám, kivéreztünk, innen semmit el nem vihetsz, hacsak nem az ürességedet.”
A zsidókkal szembeni ellenszenv legitimációja a regényben Irénnél jelenik meg, aki azt állítja, hogy pellengére állíthatja a zsidók jellemhibáit, ugyanis a férje zsidó származású. A zsidó származású Erna férje, Lippay-Lehr István antiszemita, feleségének zsidó jellemvonásnak nevezi az örökös vádaskodást. A zsidókat több szereplő is (pl. Gyöngyvér) bujának tartja, ennek az előítéletnek áltudományos változata Lippay-Lehr elmélete, miszerint a zsidók túl sokat foglalkoznak a libidóval. A professzor szembeállítja a zsidó libidót az „inherens kopuláció” elméletét – mely valójában nem több, mint olcsó kifogás félrelépésire.
Megjelenik a regényben a cigányok iránti megvetés is: „A directrice igen komolyan veszi, büdös vagy koszos embert, cigányt meg mindenféle részeget nem tűr meg. Tőle állhat ott esőben, hóban, egy falatot nem ad neki.” Ugyanez a megvetés megjelenik, amikor az útépítő munkások nem akarnak cigányt maguk közé fogadni.

### Milyen párhuzamok vannak a cselekményszálakban, a szereplők egyes meghatározó élményeiben
Néhány szereplő a jövőbeli tudományos munkássága szempontjából meghatározó egyedi élményt szerzett.
| Szereplő neve                 | Meghatározó szexuális élmény ismeretlen személlyel |
| ----------------------------- | --- |
| Otmar Freiherr von der Schuer | "minden korábbi nagy fogadalma ellenére, miszerint magját egy arra érdemes személy számára mind a napig őrzi, amíg rá nem talál és annak rendje és módja szerint feleségül nem veszi, leszerelése óta első ízben ismét csak bordélyba ment a többiekkel ezen az éjszakán. Megérezte, hogy a túlélők összetartozásának mágikus örömétől és roppant erejétől élvez el egy találomra kiválasztott nőben, s tényleg soha előtte át nem élt intenzitással lövellt bele. Úgy ordított és bődült a púdertól és hipermangántól illatos kamrában a feldúlt fekhelyen, mint mikor műtétre készítették elő, hogy a vállából kiemeljék a csontot ért lövedéket, és a sebész azt ajánlotta, ne harapja be, mert akkor majd varrhatja az ajkát, ne fogja vissza, engedje ki a fájdalmát, csak ne mozogjon. Ne mozogj, főhadnagy úr, a kutyafáját. Lényét a pokoli kielégülésben a mások testéhez kötött erő tudata vette a birtokába. Tudta jól, hogy az olcsó kis marburgi nő ölének és kellemetlen illatú kölnijének ehhez nincs köze. A hímek a magömlés pillanatában megmerednek, nem moccannak többé. Illetve kizárólag benne, egy ilyen romlott nőben történhetett meg, akinek, mi tagadás, még valaki mástól volt lucskos az alig kilögybölt hüvelye. A megrázkódtatás oly erős volt, oly példátlan, órákra oly üres lett, hogy tudni akarta, mi történt vagy mi történik ilyenkor a közönyösen működő világegyetemben". |
| Lippay-Lehr István            | "Nem volt kétséges, hogy fiatal nő, aki egy vízhatlanított selyemből készült overallt visel, s ezért nézhetett ki egy pillanatig férfinak, de az sem volt kétséges, hogy tébolyult. Soha ilyen inherens felindulást, amelynek az erejét a tudata nem volt képes követni. Ilyen overallt az amerikai légierő szerelői viseltek. Abban a pillanatban, amikor nem is tudta még, hogy mi történik vagy mi történhet itt velük, vagy mit tesz és mit tehet a kezével, a fiatal nő egyetlen határozott mozdulattal megnyitotta az overallon az átlósan lefutó villámzárat. Hallotta a fémes surranását. Nyakától a combtövéig lemeztelenítve, a várakozástól halkan vinnyogott. Egy tébolyodott nimfa, egy pogány papnő. Soha meggyőzőbb test nem került a két markába. Soha nem olvadt ki jobban minden kísérő gondolat". |

### Történelmi hitelesség
Nádas Péter egy interjúban elmondja, hogy a regény korrigálatlan sajtópéldányában maradt egy hiba: a regény első változatában a Margitszigeten beszélget Madzar és Szemzőné, a szöveg szerint ekkor jelölik ki a Hajós Alfréd uszoda alapjait. A cselekmény 1938-ban játszódik, valójában az uszodát 1934-ben kezdték el építeni. Ennek kapcsán felvetődik a kérdés, hogy a regény elején található figyelmeztetés, miszerint az olvasó nem történelmi regényt tart a kezében, hogy viszonyul a történelmi hitelesség kérdéshez. Nádas erről azt mondta az interjúban, hogy fel lehet rúgni dolgokat egy regényben, de nem lehet mindent egyszerre felrúgni. Mindemellett a szerző törekedett a hitelességre, a regényben számos olyan esemény található, melynek valós történelmi előképe van, a regényben azonban adott esetben más személyhez köti a szerző. Főleg a koncentrációs táborokra, a náci fajbiológiára vonatkozó hatalmas lexikális tudás – Nádas a témáról az Olvasmányjegyzék tanúsága szerint rengeteget olvasott a Berlinben töltött időszakban – épült be a történelmi tényeknek megfelelően számos helyen a regénybe. Nádas Péter levelezésből tudjuk, hogy a regényben említett preparált szemek gyűjteménye (a Párhuzamos történetekben von Thum bárónő tulajdonában vannak ezek) valóban létezett, Karin Magnussen, von Verschuer munkatársa (aki Mengelével is szoros kapcsoltban állt) készítette őket és a háború után fennmaradt.

## Szövegkiadások
- Első kiadás: Nádas Péter: Párhuzamos történetek, Jelenkor Kiadó, Pécs, 2005. ISBN 963-676-378-X Első kötet: A néma tartomány (429 oldal), második kötet: Az éjszaka legmélyén (386 oldal), harmadik kötet: A szabadság lélegzete (693 oldal).
- Második kiadás (az első kiadás javított változata): Nádas Péter: Párhuzamos történetek, Jelenkor Kiadó, Pécs, 2012. ISBN 978-963-676-391-6
- Harmadik kiadás (első utánnyomás): Nádas Péter: Párhuzamos történetek, Jelenkor Kiadó, Pécs, 2012. ISBN 978-963-676-511-8
- Online kiadás: Nádas Péter: Párhuzamos történetek, Jelenkor Kiadó, Pécs, 2005. Internetes megjelenés: 2010 Forráskiadás ISBN 9-636763-73-9.

## Fordítások
2012-ig a következő címek alatt jelent meg idegen nyelven a Párhuzamos történetek:
- Szlovákul: Paralelné pribehy; Kalligram, Pozsony, 2009
- Svédül: Parallelle historier; Agora, Oslo, 2011-2012
- Angolul: Parallel Stories; Farrar, Straus and Giroux, New York, 2011
- Németül: Parallelgeschichten; Rowohlt, Berlin, 2012
- Franciául: Histoires parallèles; Plon, Párizs, 2012

A német fordítást készítő magyar-svájci származású Christina Viragh a Párhuzamos történetek fordításáért 2012-ben a Lipcsei Könyvvásár fordítói díját kapta meg. A fordításról egy rövid esszé is megjelent a fordítónőtől.

## Szakirodalom
Magyarul 
- Viragh, Christina: A könyv, a szerzője, az akantusz és a fordító In: Csordás Gábor (szerkesztő): Párhuzamos Olvasókönyv – Nádas Péter regényeinek forrásai és visszhangja. Pécs: Jelenkor. 2012.  ISBN 978-963-676-513-2  5-22. oldal
- Olvasmányjegyzék a Párhuzamos történetekhez In: Csordás Gábor (szerkesztő): Párhuzamos Olvasókönyv – Nádas Péter regényeinek forrásai és visszhangja. Pécs: Jelenkor. 2012.  ISBN 978-963-676-513-2  66-80. oldal
- Radics Viktória: Kritika helyett In: Csordás Gábor (szerkesztő): Párhuzamos Olvasókönyv – Nádas Péter regényeinek forrásai és visszhangja. Pécs: Jelenkor. 2012.  ISBN 978-963-676-513-2  161-250. oldal
- Nádas Péter: A szerkezet és a cselekményminták a „Párhuzamos történetek” című regényben, In: Csordás Gábor (szerkesztő): Párhuzamos Olvasókönyv – Nádas Péter regényeinek forrásai és visszhangja. Pécs: Jelenkor. 2012.  ISBN 978-963-676-513-2  83-84. oldal
- Csordás Gábor: En filigrante, en mouvement, Élet és Irodalom, 2005, 51 szám.
- Bacsó Béla: (Olvasási kísérlet), www.litera.hu , 2006 január 7. Online elérhető: http://www.litera.hu/hirek/olvasasi-kiserlet (Hozzáférés: 2012. október 24.)
- Selyem Zsuzsa: Liasons politiques dangereuses. Jelenkor, 2006. április, Online elérhető: https://web.archive.org/web/20150214234840/http://nadas.irolap.hu/hu/selyem-zsuzsa-liaisons-politiques-dangereuses
- „Bámulatos az egymásba ékelődő fogaskerekek finomtechnikája” – Válogatás Nádas Péter Párhuzamos történetek című regényének német nyelvű recenzióiból, válogatta és fordította: Kovács Edit. Élet és Irodalom, 2012, 23. szám.
- Margócsy István: Párhuzamos történetek In: Margócsy István (szerkesztő): 2000 margináliák. Pécs: Új Palatinus Könyvesház Kft. 2009.   235. o.

Interjúk
- „Hirtelen valami olyasmi közelébe kerül …” Nádas Péterrel Beszélget Darabos Enikő In: Csordás Gábor (szerkesztő): Párhuzamos Olvasókönyv – Nádas Péter regényeinek forrásai és visszhangja. Pécs: Jelenkor. 2012.  ISBN 978-963-676-513-2  122-160. oldal
- Le kell vetkőztetni, fel kell öltöztetni – Nádas Péterrel Németh Gábor beszélget In: Csordás Gábor (szerkesztő): Párhuzamos Olvasókönyv – Nádas Péter regényeinek forrásai és visszhangja. Pécs: Jelenkor. 2012.  ISBN 978-963-676-513-2 98-121
- A művészeten kívül az egész – Nádas Péterrel beszélget Selyem Zsuzsa. Helikon, 2011. május 25. Online elérhető: http://www.helikon.ro/index.php?m_r=2547 Archiválva 2015. február 15-i dátummal a Wayback Machine-ben

Németül
- Tillman Krause: Budapest, ein Gefühl, Welt am Sonntag, 2012. május 6. Online elérhető: www.welt.de/106263841 (Hozzáférés: 2012. október 24.)
- Földényi F. László: Péter Nádas’ Jahrhundertwerk „Parallelgeschichten”, Neue Züricher Zeitung, 2012. október 13. Online elérhető: http://www.nzz.ch/aktuell/feuilleton/literatur-und-kunst/peter-nadas-jahrhundertwerk-parallelgeschichten-1.17678257 (Hozzáférés: 2012. október 25.)
- Radisch, Iris: Paralellgeschichten – Péter Nádas erfindet den Roman neu als ein Sinnbild Europas, Zeit Online, 2012. augusztus 23. Online elérhető: http://www.zeit.de/2012/35/Peter-Nadas-Parallelgeschichten (Hozzáférés: 2012. október 26.)
- Radisch, Iris: Er hat es überlebt, Zeit Online 2012. február 10., Online elérhető: http://www.zeit.de/2012/07/Nadas (Hozzáférés: 2012. október 26.)
- Droste, Wilhelm: Fragmente einer Sprache des Körpers, Neue Züricher Zeitung, 2012. február 16. Online elérhető: http://www.nzz.ch/aktuell/feuilleton/literatur/fragmente-einer-sprache-des-koerpers-1.15083562 (Hozzáférés: 2012. október 26.)
- Sartorius, Joachim: Das Gewicht des Körpers, Der Freitag, 2012. február 20. Online elérhető: http://www.freitag.de/autoren/der-freitag/das-gewicht-des-korpers (Hozzáférés: 2012. október 26.)

Angolul
- Fischer, Tibor: Parallel Stories by Peter Nádas – review, The Guardian, 2011. november 11. Online elérhető: http://www.guardian.co.uk/books/2011/nov/11/peter-nadas-parallel-stories-review (Hozzáférés 2012. november 13.).
- Arditti, Michael: Parallel Stories, By Peter Nadas, trans. Imre Goldstein, The Independent, 2011. december 16. Online elérhető: https://web.archive.org/web/20150402142406/http://www.independent.co.uk/arts-entertainment/books/reviews/parallel-stories-by-peter-nadas-trans-imre-goldstein-6277494.html (Hozzáférés 2015. június 22.).
- Moser, Benjamin: Kingdom of Shadows, The New York Times, 2011. november 23., Online elérhető: http://www.nytimes.com/2011/11/27/books/review/parallel-stories-by-peter-nadastranslated-by-imre-goldstein-book-review.html?pagewanted=all (Hozzáférés 2012. november 13.).